# فهرست قسمت‌های تئوری بیگ بنگ
تئوری بیگ بنگ یک مجموعه تلویزیونی کمدی آمریکایی است که توسط چاک لور ، دی سی کامیکس و بیل پرادی برای شبکه سی‌بی‌اس ساخته و تولید شده‌است. 

## نمای کلی سریال
| فصل | قسمت‌ها | قسمت‌ها | تاریخ اصلی روی آنتن رفتن | تاریخ اصلی روی آنتن رفتن | بینندگان (میلیون) | بینندگان رتبه | ۱۸–۴۹ rating/share | ۱۸–۴۹ رتبه |
| فصل | قسمت‌ها | قسمت‌ها | اولین بار                | آخرین بار                | بینندگان (میلیون) | بینندگان رتبه | ۱۸–۴۹ rating/share | ۱۸–۴۹ رتبه |
| --- | ------ | ------ | ------------------------ | ------------------------ | ----------------- | ------------- | ------------------ | ---------- |
| ۱   | ۱۷     | ۱۷     | ۲۴ سپتامبر ۲۰۰۷          | ۱۹ مه ۲۰۰۸               | ۸٫۳۱              | ۶۸            | ۳٫۳/۸              | ۴۶         |
| ۲   | ۲۳     | ۲۳     | ۲۲ سپتامبر ۲۰۰۸          | ۱۱ مه ۲۰۰۹               | ۱۰٫۰۳             | ۴۰            | —                  | —          |
| ۳   | ۲۳     | ۲۳     | ۲۱ سپتامبر ۲۰۰۹          | ۲۴ مه ۲۰۱۰               | ۱۴٫۲۲             | ۱۲            | ۵٫۳/۱۳             | ۵          |
| ۴   | ۲۴     | ۲۴     | ۲۳ سپتامبر ۲۰۱۰          | ۱۹ مه ۲۰۱۱               | ۱۳٫۱۴             | ۱۳            | ۴٫۴/۱۳             | ۷          |
| ۵   | ۲۴     | ۲۴     | ۲۲ سپتامبر ۲۰۱۱          | ۱۰ مه ۲۰۱۲               | ۱۵٫۸۲             | ۸             | ۵٫۵/۱۷             | ۶          |
| ۶   | ۲۴     | ۲۴     | ۲۷ سپتامبر ۲۰۱۲          | ۱۶ مه ۲۰۱۳               | ۱۸٫۶۸             | ۳             | ۶٫۲/۱۹             | ۲          |
| ۷   | ۲۴     | ۲۴     | ۲۶ سپتامبر ۲۰۱۳          | ۱۵ مه ۲۰۱۴               | ۱۹٫۹۶             | ۲             | ۶٫۲/۲۰             | ۲          |
| ۸   | ۲۴     | ۲۴     | ۲۲ سپتامبر ۲۰۱۴          | ۷ مه ۲۰۱۵                | ۱۹٫۰۵             | ۲             | ۵٫۶/۱۷             | ۴          |
| ۹   | ۲۴     | ۲۴     | ۲۱ سپتامبر ۲۰۱۵          | ۱۲ مه ۲۰۱۶               | ۲۰٫۳۷             | ۲             | ۵٫۸/۱۹             | ۳          |
| ۱۰  | ۲۴     | ۲۴     | ۱۹ سپتامبر ۲۰۱۶          | ۱۱ مه ۲۰۱۷               | ۱۸٫۹۹             | ۲             | ۴٫۹/۱۹             | ۳          |
| ۱۱  | ۲۴     | ۲۴     | ۲۵ سپتامبر ۲۰۱۷          | ۱۰ مه ۲۰۱۸               | ۱۸٫۶۳             | ۱             | ۴٫۴                | ۵          |
| ۱۲  | ۲۴     | ۲۴     | ۲۴ سپتامبر ۲۰۱۸          | ۱۶ مه ۲۰۱۹               | ۱۷٫۳۱             | ۲             | ۳٫۶                | ۶          |

## قسمت‌ها

### فصل ۱ (۰۸–۲۰۰۷)
| شماره در کل | شماره در فصل | عنوان                                           | کارگردان       | نویسنده                                                                  | تاریخ پخش اصلی  | کد تولید | بینندگان در آمریکا (میلیون نفر) |
| ----------- | ------------ | ----------------------------------------------- | -------------- | ------------------------------------------------------------------------ | --------------- | -------- | ------------------------------- |
| ۱           | ۱            | «قسمت آزمایشی»                                  | جیمز باروز     | چاک لوری و بیل پریدی                                                     | ۲۴ سپتامبر ۲۰۰۷ | 276023   | ۹٫۵۲                            |
| ۲           | ۲            | «نظریه سبوس بزرگ»                               | مارک سندراوسکی | داستان: چاک لوری و بیل پریدی فیلم‌نامه: رابرت کوهن و دیو گوتش             | ۱ اکتبر ۲۰۰۷    | 3T6601   | ۸٫۵۸                            |
| ۳           | ۳            | «The Fuzzy Boots Corollary»                     | مارک سندراوسکی | داستان: چاک لوری فیلم‌نامه: بیل پریدی و استیون مولارو                     | ۸ اکتبر ۲۰۰۷    | 3T6602   | ۸٫۳۶                            |
| ۴           | ۴            | «اثر ماهی درخشان»                               | مارک سندراوسکی | داستان: چاک لوری و بیل پریدی فیلم‌نامه: دیوید لیت و لی آرنوشن             | ۱۵ اکتبر ۲۰۰۷   | 3T6603   | ۸٫۱۵                            |
| ۵           | ۵            | «قیاس منطقی همبرگر»                             | اندرو دی. ویمن | داستان: جنیفر گلیکمن فیلم‌نامه: دیو گوتش و استیون مولارو                  | ۲۲ اکتبر ۲۰۰۷   | 3T6604   | ۸٫۸۱                            |
| ۶           | ۶            | «پارادایم میانه زمین»                           | مارک سندراوسکی | داستان: دیو گوتش فیلم‌نامه: دیوید لیت و رابرت کوهن                        | ۲۹ اکتبر ۲۰۰۷   | 3T6605   | ۸٫۹۲                            |
| ۷           | ۷            | «تناقض دامپلینگ»                                | مارک سندراوسکی | داستان: چاک لوری و بیل پریدی فیلم‌نامه: لی آرنوشن و جنیفر گلیکمن          | ۵ نوامبر ۲۰۰۷   | 3T6606   | ۹٫۶۸                            |
| ۸           | ۸            | «آزمایش ملخ»                                    | تد واس         | داستان: دیو گوتش و استیون مولارو فیلم‌نامه: لی آرنوشن و رابرت کوهن        | ۱۲ نوامبر ۲۰۰۷  | 3T6607   | ۹٫۳۲                            |
| ۹           | ۹            | «قطبش کوپر-هافستادر»                            | جوئل ماری      | داستان: بیل پریدی و استیون انگل فیلم‌نامه: چاک لوری, لی آرنوشن و دیو گوتش | ۱۷ مارس ۲۰۰۸    | 3T6608   | ۹٫۱۱                            |
| ۱۰          | ۱۰           | «فروپاشی لوبنفلد»                               | مارک سندراوسکی | داستان: چاک لوری فیلم‌نامه: بیل پریدی و لی آرنوشن                         | ۲۴ مارس ۲۰۰۸    | 3T6609   | ۸٫۶۳                            |
| ۱۱          | ۱۱           | «خمیر کلوچه خلاف قاعده»                         | مارک سندراوسکی | داستان: چاک لوری و لی آرنوشن فیلم‌نامه: بیل پریدی و استیون انگل           | ۳۱ مارس ۲۰۰۸    | 3T6610   | ۸٫۶۸                            |
| ۱۲          | ۱۲           | «دوگانگی اورشلیم»                               | مارک سندراوسکی | داستان: جنیفر گلیکمن و استیون انگل فیلم‌نامه: دیو گوتش و استیون مولارو    | ۱۴ آوریل ۲۰۰۸   | 3T6611   | ۷٫۶۹                            |
| ۱۳          | ۱۳           | «گمان ظرف بتمنی»                                | مارک سندراوسکی | داستان: استیون انگل و جنیفر گلیکمن فیلم‌نامه: بیل پریدی و رابرت کوهن      | ۲۱ آوریل ۲۰۰۸   | 3T6612   | ۷٫۵۱                            |
| ۱۴          | ۱۴           | «نابودی نردوانا»                                | مارک سندراوسکی | داستان: بیل پریدی فیلم‌نامه: استیون انگل و استیون مولارو                  | ۲۸ آوریل ۲۰۰۸   | 3T6613   | ۸٫۰۷                            |
| ۱۵          | ۱۵           | «عدم تعیین شیکسا» "عدم تعیین خرد کردن گوشت خوک" | مارک سندراوسکی | داستان: چاک لوری فیلم‌نامه: لی آرنوشن و بیل پریدی                         | ۵ مه ۲۰۰۸       | 3T6614   | ۷٫۳۸                            |
| ۱۶          | ۱۶           | «واکنش به بادام زمینی»                          | مارک سندراوسکی | داستان: بیل پریدی و لی آرنوشن فیلم‌نامه: دیو گوتش و استیون مولارو         | ۱۲ مه ۲۰۰۸      | 3T6615   | ۷٫۷۹                            |
| ۱۷          | ۱۷           | «عامل تانجرین»                                  | مارک سندراوسکی | داستان: چاک لوری و بیل پریدی فیلم‌نامه: لی آرنوشن و استیون مولارو         | ۱۹ مه ۲۰۰۸      | 3T6616   | ۷٫۳۴                            |

### فصل ۲ (۰۹–۲۰۰۸)
| شماره در کل | شماره در فصل | عنوان                                 | کارگردان       | نویسنده                                                                   | تاریخ پخش اصلی  | کد تولید | بینندگان در آمریکا (میلیون نفر) |
| ----------- | ------------ | ------------------------------------- | -------------- | ------------------------------------------------------------------------- | --------------- | -------- | ------------------------------- |
| ۱۸          | ۱            | «The Bad Fish Paradigm»               | مارک سندراوسکی | داستان: بیل پریدی فیلم‌نامه: دیو گوتش و استیون مولارو                      | ۲۲ سپتامبر ۲۰۰۸ | 3T7351   | ۹٫۳۶                            |
| ۱۹          | ۲            | «The Codpiece Topology»               | مارک سندراوسکی | داستان: چاک لوری فیلم‌نامه: بیل پریدی و لی ارونسوهن                        | ۲۹ سپتامبر ۲۰۰۸ | 3T7352   | ۸٫۷۶                            |
| ۲۰          | ۳            | «The Barbarian Sublimation»           | مارک سندراوسکی | داستان: نیکول لوری فیلم‌نامه: استیون مولارو و اریک کپلان                   | ۶ اکتبر ۲۰۰۸    | 3T7353   | ۹٫۳۳                            |
| ۲۱          | ۴            | «The Griffin Equivalency»             | مارک سندراوسکی | داستان: بیل پریدی و چاک لوری فیلم‌نامه: استیون انگل و تیم دویل             | ۱۳ اکتبر ۲۰۰۸   | 3T7354   | ۹٫۳۶                            |
| ۲۲          | ۵            | «The Euclid Alternative»              | مارک سندراوسکی | داستان: بیل پریدی و استیون مولارو فیلم‌نامه: لی ارونسوهن و دیو گوتش        | ۲۰ اکتبر ۲۰۰۸   | 3T7355   | ۹٫۲۸                            |
| ۲۳          | ۶            | «The Cooper–Nowitzki Theorem»         | مارک سندراوسکی | داستان: استیون انگل و دیلی هگر فیلم‌نامه: تیم دویل و ریچارد رازن‌استاک      | ۳ نوامبر ۲۰۰۸   | 3T7356   | ۹٫۶۷                            |
| ۲۴          | ۷            | «The Panty Piñata Polarization»       | مارک سندراوسکی | داستان: بیل پریدی و تیم دویل فیلم‌نامه: جنیفر گلیکمن و استیون مولارو       | ۱۰ نوامبر ۲۰۰۸  | 3T7357   | ۱۰٫۰۱                           |
| ۲۵          | ۸            | «The Lizard–Spock Expansion»          | مارک سندراوسکی | داستان: بیل پریدی فیلم‌نامه: دیو گوتش و جنیفر گلیکمن                       | ۱۷ نوامبر ۲۰۰۸  | 3T7358   | ۹٫۷۶                            |
| ۲۶          | ۹            | «The White Asparagus Triangulation»   | مارک سندراوسکی | داستان: دیو گوتش و استیون مولارو فیلم‌نامه: استیون انگل و ریچارد رازن‌استاک | ۲۴ نوامبر ۲۰۰۸  | 3T7359   | ۱۰٫۱۹                           |
| ۲۷          | ۱۰           | «The Vartabedian Conundrum»           | مارک سندراوسکی | داستان: چاک لوری و استیون مولارو فیلم‌نامه: بیل پریدی و ریچارد رازن‌استاک   | ۸ دسامبر ۲۰۰۸   | 3T7360   | ۱۰٫۸۰                           |
| ۲۸          | ۱۱           | «The Bath Item Gift Hypothesis»       | مارک سندراوسکی | داستان: بیل پریدی و ریچارد رازن‌استاک فیلم‌نامه: استیون انگل و اریک کپلان   | ۱۵ دسامبر ۲۰۰۸  | 3T7361   | ۱۱٫۴۲                           |
| ۲۹          | ۱۲           | «The Killer Robot Instability»        | مارک سندراوسکی | داستان: بیل پریدی و ریچارد رازن‌استاک فیلم‌نامه: استیون مولارو و دیلی هگر   | ۱۲ ژانویه ۲۰۰۹  | 3T7362   | ۱۱٫۸۱                           |
| ۳۰          | ۱۳           | «The Friendship Algorithm»            | مارک سندراوسکی | داستان: بیل پریدی و ریچارد رازن‌استاک فیلم‌نامه: چاک لوری و استیون مولارو   | ۱۹ ژانویه ۲۰۰۹  | 3T7363   | ۱۱٫۱۰                           |
| ۳۱          | ۱۴           | «The Financial Permeability»          | مارک سندراوسکی | داستان: چاک لوری و استیون مولارو فیلم‌نامه: ریچارد رازن‌استاک و اریک کپلان  | ۲ فوریه ۲۰۰۹    | 3T7364   | ۱۰٫۸۹                           |
| ۳۲          | ۱۵           | «The Maternal Capacitance»            | مارک سندراوسکی | داستان: چاک لوری و بیل پریدی فیلم‌نامه: ریچارد رازن‌استاک و استیون مولارو   | ۹ فوریه ۲۰۰۹    | 3T7365   | ۱۳٫۱۱                           |
| ۳۳          | ۱۶           | «The Cushion Saturation»              | مارک سندراوسکی | داستان: چاک لوری فیلم‌نامه: بیل پریدی و لی ارونسوهن                        | ۲ مارس ۲۰۰۹     | 3T7366   | ۱۰٫۹۴                           |
| ۳۴          | ۱۷           | «The Terminator Decoupling»           | مارک سندراوسکی | داستان: بیل پریدی و دیو گوتش فیلم‌نامه: تیم دویل و استیون انگل             | ۹ مارس ۲۰۰۹     | 3T7367   | ۹٫۴۶                            |
| ۳۵          | ۱۸           | «The Work Song Nanocluster»           | پیتر چاکس      | داستان: بیل پریدی و لی ارونسوهن فیلم‌نامه: دیو گوتش و ریچارد رازن‌استاک     | ۱۶ مارس ۲۰۰۹    | 3T7368   | ۹٫۷۶                            |
| ۳۶          | ۱۹           | «The Dead Hooker Juxtaposition»       | مارک سندراوسکی | استیون مولارو                                                             | ۳۰ مارس ۲۰۰۹    | 3T7369   | ۹٫۷۷                            |
| ۳۷          | ۲۰           | «The Hofstadter Isotope»              | مارک سندراوسکی | دیو گوتش                                                                  | ۱۳ آوریل ۲۰۰۹   | 3T7370   | ۱۰٫۱۳                           |
| ۳۸          | ۲۱           | «The Vegas Renormalization»           | مارک سندراوسکی | داستان: جسیکا آمبروزتی، نیکول لوری و اندرو راث فیلم‌نامه: استیون مولارو    | ۲۷ آوریل ۲۰۰۹   | 3T7371   | ۹٫۳۱                            |
| ۳۹          | ۲۲           | «The Classified Materials Turbulence» | مارک سندراوسکی | داستان: چاک لوری و لی ارونسوهن فیلم‌نامه: بیل پریدی و استیون مولارو        | ۴ مه ۲۰۰۹       | 3T7373   | ۹٫۲۵                            |
| ۴۰          | ۲۳           | «The Monopolar Expedition»            | مارک سندراوسکی | اریک کپلان و ریچارد رازن‌استاک                                             | ۱۱ مه ۲۰۰۹      | 3T7372   | ۹٫۸۱                            |

### فصل ۳ (۱۰–۲۰۰۹)
| شم. کلی | شم. در فصل | عنوان                                 | کارگردان        | نویسنده | تاریخ انتشار اصلی | کد تولید | U.S. تعداد بیننده (میلیون) |
| ------- | ---------- | ------------------------------------- | --------------- | --- | ----------------- | -------- | -------------------------- |
| 41      | 1          | «The Electric Can Opener Fluctuation» | Mark Cendrowski | Steven Molaro | ۲۱ سپتامبر ۲۰۰۹   | 3X5551   | 12.96                      |
| 42      | 2          | «The Jiminy Conjecture»               | Mark Cendrowski | Jim Reynolds | ۲۸ سپتامبر ۲۰۰۹   | 3X5552   | 13.27                      |
| 43      | 3          | «The Gothowitz Deviation»             | Mark Cendrowski | داستان : Lee Aronsohn & Richard Rosenstock نمایشنامۀ تلویزیونی : Bill Prady & Maria Ferrari                                                             | ۵ اکتبر ۲۰۰۹      | 3X5553   | 12.52                      |
| 44      | 4          | «The Pirate Solution»                 | Mark Cendrowski | Steve Holland | ۱۲ اکتبر ۲۰۰۹     | 3X5554   | 13.07                      |
| 45      | 5          | «The Creepy Candy Coating Corollary»  | Mark Cendrowski | داستان : Chuck Lorre & Bill Prady نمایشنامۀ تلویزیونی : Lee Aronsohn & Steven Molaro                                                                    | ۱۹ اکتبر ۲۰۰۹     | 3X5556   | 13.47                      |
| 46      | 6          | «The Cornhusker Vortex»               | Mark Cendrowski | داستان : Bill Prady & Steven Molaro نمایشنامۀ تلویزیونی : Dave Goetsch & Richard Rosenstock                                                             | ۲ نوامبر ۲۰۰۹     | 3X5555   | 12.73                      |
| 47      | 7          | «The Guitarist Amplification»         | Mark Cendrowski | داستان : Chuck Lorre & Lee Aronsohn نمایشنامۀ تلویزیونی : Bill Prady & Richard Rosenstock & Jim Reynolds                                                | ۹ نوامبر ۲۰۰۹     | 3X5557   | 12.80                      |
| 48      | 8          | «The Adhesive Duck Deficiency»        | Mark Cendrowski | داستان : Chuck Lorre & Bill Prady & Dave Goetsch نمایشنامۀ تلویزیونی : Steven Molaro & Eric Kaplan & Maria Ferrari                                      | ۱۶ نوامبر ۲۰۰۹    | 3X5558   | 13.23                      |
| 49      | 9          | «The Vengeance Formulation»           | Mark Cendrowski | داستان : Chuck Lorre & Maria Ferrari نمایشنامۀ تلویزیونی : Richard Rosenstock & Jim Reynolds & Steve Holland                                            | ۲۳ نوامبر ۲۰۰۹    | 3X5559   | 14.13                      |
| 50      | 10         | «The Gorilla Experiment»              | Mark Cendrowski | داستان : Chuck Lorre & Richard Rosenstock & Steve Holland نمایشنامۀ تلویزیونی : Bill Prady & Steven Molaro & Maria Ferrari                              | ۷ دسامبر ۲۰۰۹     | 3X5560   | 14.38                      |
| 51      | 11         | «The Maternal Congruence»             | Mark Cendrowski | داستان : Lee Aronsohn & Steven Molaro & Richard Rosenstock & Maria Ferrari نمایشنامۀ تلویزیونی : Chuck Lorre & Bill Prady & Dave Goetsch                | ۱۴ دسامبر ۲۰۰۹    | 3X5562   | 15.58                      |
| 52      | 12         | «The Psychic Vortex»                  | Mark Cendrowski | داستان : Lee Aronsohn & Steven Molaro نمایشنامۀ تلویزیونی : Chuck Lorre & Eric Kaplan & Jim Reynolds                                                    | ۱۱ ژانویه ۲۰۱۰    | 3X5561   | 15.82                      |
| 53      | 13         | «The Bozeman Reaction»                | Mark Cendrowski | داستان : Bill Prady & Lee Aronsohn & Jim Reynolds نمایشنامۀ تلویزیونی : Chuck Lorre & Steven Molaro & Steve Holland                                     | ۱۸ ژانویه ۲۰۱۰    | 3X5563   | 15.05                      |
| 54      | 14         | «The Einstein Approximation»          | Mark Cendrowski | داستان : Lee Aronsohn & Dave Goetsch & Steve Holland نمایشنامۀ تلویزیونی : Chuck Lorre & Steven Molaro & Eric Kaplan                                    | ۱ فوریه ۲۰۱۰      | 3X5565   | 15.51                      |
| 55      | 15         | «The Large Hadron Collision»          | Mark Cendrowski | داستان : Chuck Lorre & Steven Molaro & Jim Reynolds نمایشنامۀ تلویزیونی : Lee Aronsohn & Richard Rosenstock & Maria Ferrari                             | ۸ فوریه ۲۰۱۰      | 3X5564   | 16.26                      |
| 56      | 16         | «The Excelsior Acquisition»           | Peter Chakos    | داستان : Chuck Lorre & Lee Aronsohn & Steven Molaro نمایشنامۀ تلویزیونی : Bill Prady & Steve Holland & Maria Ferrari                                    | ۱ مارس ۲۰۱۰       | 3X5566   | 15.73                      |
| 57      | 17         | «The Precious Fragmentation»          | Mark Cendrowski | داستان : Lee Aronsohn & Eric Kaplan & Maria Ferrari نمایشنامۀ تلویزیونی : Bill Prady & Steven Molaro & Richard Rosenstock                               | ۸ مارس ۲۰۱۰       | 3X5567   | 16.32                      |
| 58      | 18         | «The Pants Alternative»               | Mark Cendrowski | داستان : Chuck Lorre & Bill Prady & Steve Holland نمایشنامۀ تلویزیونی : Eric Kaplan & Richard Rosenstock & Jim Reynolds                                 | ۲۲ مارس ۲۰۱۰      | 3X5568   | 13.42                      |
| 59      | 19         | «The Wheaton Recurrence»              | Mark Cendrowski | داستان : Chuck Lorre & Steven Molaro & Nicole Lorre & Jessica Ambrosetti نمایشنامۀ تلویزیونی : Bill Prady & Dave Goetsch & Jim Reynolds & Maria Ferrari | ۱۲ آوریل ۲۰۱۰     | 3X5569   | 13.39                      |
| 60      | 20         | «The Spaghetti Catalyst»              | Anthony Rich    | Chuck Lorre & Bill Prady & Lee Aronsohn & Steven Molaro                                                                                                 | ۳ مه ۲۰۱۰         | 3X5570   | 11.63                      |
| 61      | 21         | «The Plimpton Stimulation»            | Mark Cendrowski | داستان : Chuck Lorre & Bill Prady & Lee Aronsohn نمایشنامۀ تلویزیونی : Steven Molaro & Jim Reynolds & Maria Ferrari                                     | ۱۰ مه ۲۰۱۰        | 3X5571   | 13.73                      |
| 62      | 22         | «The Staircase Implementation»        | Mark Cendrowski | داستان : Lee Aronsohn & Steven Molaro & Steve Holland نمایشنامۀ تلویزیونی : Chuck Lorre & Dave Goetsch & Maria Ferrari                                  | ۱۷ مه ۲۰۱۰        | 3X5572   | 15.02                      |
| 63      | 23         | «The Lunar Excitation»                | Peter Chakos    | داستان : Chuck Lorre & Bill Prady & Maria Ferrari نمایشنامۀ تلویزیونی : Lee Aronsohn & Steven Molaro & Steve Holland                                    | ۲۴ مه ۲۰۱۰        | 3X5573   | 15.02                      |

### فصل ۴ (۱۱–۲۰۱۰)
| شم. کلی | شم. در فصل | عنوان                                     | کارگردان        | نویسنده | تاریخ انتشار اصلی | کد تولید | U.S. تعداد بیننده (میلیون) |
| ------- | ---------- | ----------------------------------------- | --------------- | --- | ----------------- | -------- | -------------------------- |
| 64      | 1          | «The Robotic Manipulation»                | Mark Cendrowski | داستان : Chuck Lorre & Lee Aronsohn & Dave Goetsch نمایشنامۀ تلویزیونی : Steven Molaro & Eric Kaplan & Steve Holland   | ۲۳ سپتامبر ۲۰۱۰   | 3X6651   | 14.04                      |
| 65      | 2          | «The Cruciferous Vegetable Amplification» | Mark Cendrowski | داستان : Bill Prady & Lee Aronsohn & Steve Holland نمایشنامۀ تلویزیونی : Chuck Lorre & Steven Molaro & Jim Reynolds    | ۳۰ سپتامبر ۲۰۱۰   | 3X6652   | 13.05                      |
| 66      | 3          | «The Zazzy Substitution»                  | Mark Cendrowski | داستان : Chuck Lorre & Bill Prady & Jim Reynolds نمایشنامۀ تلویزیونی : Lee Aronsohn & Steven Molaro & Maria Ferrari    | ۷ اکتبر ۲۰۱۰      | 3X6653   | 12.59                      |
| 67      | 4          | «The Hot Troll Deviation»                 | Mark Cendrowski | داستان : Chuck Lorre & Steven Molaro & Adam Faberman نمایشنامۀ تلویزیونی : Bill Prady & Lee Aronsohn & Maria Ferrari   | ۱۴ اکتبر ۲۰۱۰     | 3X6654   | 12.57                      |
| 68      | 5          | «The Desperation Emanation»               | Mark Cendrowski | داستان : Bill Prady & Lee Aronsohn & Dave Goetsch نمایشنامۀ تلویزیونی : Chuck Lorre & Steven Molaro & Steve Holland    | ۲۱ اکتبر ۲۰۱۰     | 3X6655   | 13.05                      |
| 69      | 6          | «The Irish Pub Formulation»               | Mark Cendrowski | داستان : Chuck Lorre & Lee Aronsohn & Steven Molaro نمایشنامۀ تلویزیونی : Bill Prady & Eric Kaplan & Maria Ferrari     | ۲۸ اکتبر ۲۰۱۰     | 3X6656   | 13.04                      |
| 70      | 7          | «The Apology Insufficiency»               | Mark Cendrowski | داستان : Chuck Lorre & Lee Aronsohn & Maria Ferrari نمایشنامۀ تلویزیونی : Bill Prady & Steven Molaro & Steve Holland   | ۴ نوامبر ۲۰۱۰     | 3X6657   | 14.00                      |
| 71      | 8          | «The 21-Second Excitation»                | Mark Cendrowski | داستان : Chuck Lorre & Bill Prady & Jim Reynolds نمایشنامۀ تلویزیونی : Lee Aronsohn & Steven Molaro & Steve Holland    | ۱۱ نوامبر ۲۰۱۰    | 3X6658   | 13.11                      |
| 72      | 9          | «The Boyfriend Complexity»                | Mark Cendrowski | داستان : Chuck Lorre & Lee Aronsohn & Jim Reynolds نمایشنامۀ تلویزیونی : Bill Prady & Steven Molaro & Dave Goetsch     | ۱۸ نوامبر ۲۰۱۰    | 3X6659   | 13.02                      |
| 73      | 10         | «The Alien Parasite Hypothesis»           | Mark Cendrowski | داستان : Chuck Lorre & Steven Molaro & Steve Holland نمایشنامۀ تلویزیونی : Lee Aronsohn & Jim Reynolds & Maria Ferrari | ۹ دسامبر ۲۰۱۰     | 3X6660   | 12.03                      |
| 74      | 11         | «The Justice League Recombination»        | Mark Cendrowski | داستان : Chuck Lorre & Lee Aronsohn & Maria Ferrari نمایشنامۀ تلویزیونی : Bill Prady & Steven Molaro & Steve Holland   | ۱۶ دسامبر ۲۰۱۰    | 3X6661   | 13.24                      |
| 75      | 12         | «The Bus Pants Utilization»               | Mark Cendrowski | داستان : Chuck Lorre & Lee Aronsohn & Maria Ferrari نمایشنامۀ تلویزیونی : Bill Prady & Steven Molaro & Eric Kaplan     | ۶ ژانویه ۲۰۱۱     | 3X6662   | 13.98                      |
| 76      | 13         | «The Love Car Displacement»               | Anthony Rich    | داستان : Chuck Lorre & Bill Prady & Dave Goetsch نمایشنامۀ تلویزیونی : Lee Aronsohn & Steven Molaro & Steve Holland    | ۲۰ ژانویه ۲۰۱۱    | 3X6663   | 13.63                      |
| 77      | 14         | «The Thespian Catalyst»                   | Mark Cendrowski | داستان : Chuck Lorre & Lee Aronsohn & Jim Reynolds نمایشنامۀ تلویزیونی : Bill Prady & Steven Molaro & Maria Ferrari    | ۳ فوریه ۲۰۱۱      | 3X6664   | 13.83                      |
| 78      | 15         | «The Benefactor Factor»                   | Mark Cendrowski | داستان : Bill Prady & Lee Aronsohn & Dave Goetsch نمایشنامۀ تلویزیونی : Chuck Lorre & Eric Kaplan & Steve Holland      | ۱۰ فوریه ۲۰۱۱     | 3X6665   | 12.79                      |
| 79      | 16         | «The Cohabitation Formulation»            | Mark Cendrowski | داستان : Chuck Lorre & Lee Aronsohn & Dave Goetsch نمایشنامۀ تلویزیونی : Bill Prady & Steven Molaro & Jim Reynolds     | ۱۷ فوریه ۲۰۱۱     | 3X6666   | 12.41                      |
| 80      | 17         | «The Toast Derivation»                    | Mark Cendrowski | داستان : Bill Prady & Dave Goetsch & Maria Ferrari نمایشنامۀ تلویزیونی : Chuck Lorre & Steven Molaro & Jim Reynolds    | ۲۴ فوریه ۲۰۱۱     | 3X6667   | 12.35                      |
| 81      | 18         | «The Prestidigitation Approximation»      | Mark Cendrowski | داستان : Bill Prady & Steve Holland & Eddie Gorodetsky نمایشنامۀ تلویزیونی : Chuck Lorre & Steven Molaro & Eric Kaplan | ۱۰ مارس ۲۰۱۱      | 3X6668   | 12.06                      |
| 82      | 19         | «The Zarnecki Incursion»                  | Peter Chakos    | داستان : Chuck Lorre & Steven Molaro & Maria Ferrari نمایشنامۀ تلویزیونی : Bill Prady & Dave Goetsch & Jim Reynolds    | ۳۱ مارس ۲۰۱۱      | 3X6669   | 11.92                      |
| 83      | 20         | «The Herb Garden Germination»             | Mark Cendrowski | داستان : Chuck Lorre & Eric Kaplan & Eddie Gorodetsky نمایشنامۀ تلویزیونی : Bill Prady & Steven Molaro & Steve Holland | ۷ آوریل ۲۰۱۱      | 3X6670   | 11.40                      |
| 84      | 21         | «The Agreement Dissection»                | Mark Cendrowski | داستان : Bill Prady & Dave Goetsch & Eddie Gorodetsky نمایشنامۀ تلویزیونی : Chuck Lorre & Steven Molaro & Eric Kaplan  | ۲۸ آوریل ۲۰۱۱     | 3X6671   | 10.71                      |
| 85      | 22         | «The Wildebeest Implementation»           | Mark Cendrowski | داستان : Chuck Lorre & Steven Molaro & Eric Kaplan نمایشنامۀ تلویزیونی : Bill Prady & Eddie Gorodetsky & Maria Ferrari | ۵ مه ۲۰۱۱         | 3X6672   | 10.50                      |
| 86      | 23         | «The Engagement Reaction»                 | Howard Murray   | داستان : Bill Prady & Eric Kaplan & Jim Reynolds نمایشنامۀ تلویزیونی : Chuck Lorre & Steven Molaro & Steve Holland     | ۱۲ مه ۲۰۱۱        | 3X6673   | 10.78                      |
| 87      | 24         | «The Roommate Transmogrification»         | Mark Cendrowski | داستان : Chuck Lorre & Steven Molaro & Eddie Gorodetsky نمایشنامۀ تلویزیونی : Bill Prady & Eric Kaplan & Jim Reynolds  | ۱۹ مه ۲۰۱۱        | 3X6674   | 11.30                      |

### فصل ۵ (۱۲–۲۰۱۱)
| شم. کلی | شم. در فصل | عنوان                              | کارگردان        | نویسنده | تاریخ انتشار اصلی | کد تولید | US تعداد بیننده (میلیون) |
| ------- | ---------- | ---------------------------------- | --------------- | --- | ----------------- | -------- | ------------------------ |
| 88      | 1          | «The Skank Reflex Analysis»        | Mark Cendrowski | داستان : Eric Kaplan & Maria Ferrari & Anthony Del Broccolo نمایشنامۀ تلویزیونی : Chuck Lorre & Bill Prady & Steven Molaro        | ۲۲ سپتامبر ۲۰۱۱   | 3X6851   | 14.30                    |
| 89      | 2          | «The Infestation Hypothesis»       | Mark Cendrowski | داستان : Bill Prady & Steven Molaro & Maria Ferrari نمایشنامۀ تلویزیونی : Chuck Lorre & Jim Reynolds & Steve Holland              | ۲۲ سپتامبر ۲۰۱۱   | 3X6852   | 14.94                    |
| 90      | 3          | «The Pulled Groin Extrapolation»   | Mark Cendrowski | داستان : Chuck Lorre & Eric Kaplan & Jim Reynolds نمایشنامۀ تلویزیونی : Bill Prady & Steven Molaro & Dave Goetsch                 | ۲۹ سپتامبر ۲۰۱۱   | 3X6853   | 14.74                    |
| 91      | 4          | «The Wiggly Finger Catalyst»       | Mark Cendrowski | داستان : Chuck Lorre & Dave Goetsch & Anthony Del Broccolo نمایشنامۀ تلویزیونی : Bill Prady & Steven Molaro & Steve Holland       | ۶ اکتبر ۲۰۱۱      | 3X6854   | 13.92                    |
| 92      | 5          | «The Russian Rocket Reaction»      | Mark Cendrowski | داستان : Bill Prady & Steven Molaro & Jim Reynolds نمایشنامۀ تلویزیونی : Chuck Lorre & Eric Kaplan & Maria Ferrari                | ۱۳ اکتبر ۲۰۱۱     | 3X6855   | 13.58                    |
| 93      | 6          | «The Rhinitis Revelation»          | Howard Murray   | داستان : Chuck Lorre & Eric Kaplan & Steve Holland نمایشنامۀ تلویزیونی : Bill Prady & Steven Molaro & Jim Reynolds                | ۲۰ اکتبر ۲۰۱۱     | 3X6857   | 14.93                    |
| 94      | 7          | «The Good Guy Fluctuation»         | Mark Cendrowski | داستان : Chuck Lorre & Dave Goetsch & Maria Ferrari نمایشنامۀ تلویزیونی : Bill Prady & Steven Molaro & Steve Holland              | ۲۷ اکتبر ۲۰۱۱     | 3X6856   | 14.54                    |
| 95      | 8          | «The Isolation Permutation»        | Mark Cendrowski | داستان : Chuck Lorre & Eric Kaplan & Tara Hernandez نمایشنامۀ تلویزیونی : Bill Prady & Steven Molaro & Steve Holland              | ۳ نوامبر ۲۰۱۱     | 3X6858   | 15.98                    |
| 96      | 9          | «The Ornithophobia Diffusion»      | Mark Cendrowski | داستان : Chuck Lorre & Dave Goetsch & Anthony Del Broccolo نمایشنامۀ تلویزیونی : Bill Prady & Steven Molaro & Eric Kaplan         | ۱۰ نوامبر ۲۰۱۱    | 3X6859   | 15.89                    |
| 97      | 10         | «The Flaming Spittoon Acquisition» | Mark Cendrowski | داستان : Chuck Lorre & Steven Molaro & Dave Goetsch نمایشنامۀ تلویزیونی : Bill Prady & Jim Reynolds & Steve Holland               | ۱۷ نوامبر ۲۰۱۱    | 3X6860   | 15.05                    |
| 98      | 11         | «The Speckerman Recurrence»        | Anthony Rich    | داستان : Chuck Lorre & Bill Prady & Steve Holland نمایشنامۀ تلویزیونی : Steven Molaro & Eric Kaplan & Anthony Del Broccolo        | ۸ دسامبر ۲۰۱۱     | 3X6861   | 14.02                    |
| 99      | 12         | «The Shiny Trinket Maneuver»       | Mark Cendrowski | داستان : Chuck Lorre & Steve Holland & Tara Hernandez نمایشنامۀ تلویزیونی : Bill Prady & Steven Molaro & Jim Reynolds             | ۱۲ ژانویه ۲۰۱۲    | 3X6862   | 16.13                    |
| 100     | 13         | «The Recombination Hypothesis»     | Mark Cendrowski | داستان : Chuck Lorre نمایشنامۀ تلویزیونی : Bill Prady & Steven Molaro                                                             | ۱۹ ژانویه ۲۰۱۲    | 3X6863   | 15.83                    |
| 101     | 14         | «The Beta Test Initiation»         | Mark Cendrowski | داستان : Chuck Lorre & Steven Molaro & Eric Kaplan نمایشنامۀ تلویزیونی : Bill Prady & Dave Goetsch & Maria Ferrari                | ۲۶ ژانویه ۲۰۱۲    | 3X6864   | 16.13                    |
| 102     | 15         | «The Friendship Contraction»       | Mark Cendrowski | داستان : Chuck Lorre & Eric Kaplan & Jim Reynolds نمایشنامۀ تلویزیونی : Bill Prady & Steven Molaro & Steve Holland                | ۲ فوریه ۲۰۱۲      | 3X6865   | 16.54                    |
| 103     | 16         | «The Vacation Solution»            | Mark Cendrowski | داستان : Chuck Lorre & Anthony Del Broccolo & Tara Hernandez نمایشنامۀ تلویزیونی : Bill Prady & Steven Molaro & Maria Ferrari     | ۹ فوریه ۲۰۱۲      | 3X6866   | 16.21                    |
| 104     | 17         | «The Rothman Disintegration»       | Mark Cendrowski | داستان : Chuck Lorre & Bill Prady & Steve Holland نمایشنامۀ تلویزیونی : Steven Molaro & Eric Kaplan & Jim Reynolds                | ۱۶ فوریه ۲۰۱۲     | 3X6867   | 15.65                    |
| 105     | 18         | «The Werewolf Transformation»      | Mark Cendrowski | داستان : Chuck Lorre & Todd Craig & Gary Torvinen نمایشنامۀ تلویزیونی : Bill Prady & Steven Molaro & Jim Reynolds & Maria Ferrari | ۲۳ فوریه ۲۰۱۲     | 3X6868   | 16.20                    |
| 106     | 19         | «The Weekend Vortex»               | Mark Cendrowski | داستان : Chuck Lorre & Bill Prady & Tara Hernandez نمایشنامۀ تلویزیونی : Steven Molaro & Eric Kaplan & Steve Holland              | ۸ مارس ۲۰۱۲       | 3X6869   | 15.04                    |
| 107     | 20         | «The Transporter Malfunction»      | Mark Cendrowski | داستان : Chuck Lorre & Bill Prady & Maria Ferrari نمایشنامۀ تلویزیونی : Steven Molaro & Jim Reynolds & Steve Holland              | ۲۹ مارس ۲۰۱۲      | 3X6870   | 13.96                    |
| 108     | 21         | «The Hawking Excitation»           | Mark Cendrowski | داستان : Bill Prady & Steven Molaro & Steve Holland نمایشنامۀ تلویزیونی : Chuck Lorre & Eric Kaplan & Maria Ferrari               | ۵ آوریل ۲۰۱۲      | 3X6871   | 13.29                    |
| 109     | 22         | «The Stag Convergence»             | Peter Chakos    | داستان : Billy Prady & Steve Holland & Eric Kaplan نمایشنامۀ تلویزیونی : Chuck Lorre & Steven Molaro & Jim Reynolds               | ۲۶ آوریل ۲۰۱۲     | 3X6872   | 12.65                    |
| 110     | 23         | «The Launch Acceleration»          | Mark Cendrowski | داستان : Chuck Lorre & Steven Molaro & Jim Reynolds نمایشنامۀ تلویزیونی : Bill Prady & Steve Holland & Maria Ferrari              | ۳ مه ۲۰۱۲         | 3X6873   | 13.91                    |
| 111     | 24         | «The Countdown Reflection»         | Mark Cendrowski | داستان : Bill Prady & Eric Kaplan & Steve Holland نمایشنامۀ تلویزیونی : Chuck Lorre & Steven Molaro & Jim Reynolds                | ۱۰ مه ۲۰۱۲        | 3X6874   | 13.72                    |

### فصل ۶ (۱۳–۲۰۱۲)
| شم. کلی | شم. در فصل | عنوان                                       | کارگردان        | نویسنده | تاریخ انتشار اصلی | کد تولید | U.S. تعداد بیننده (میلیون) |
| ------- | ---------- | ------------------------------------------- | --------------- | --- | ----------------- | -------- | -------------------------- |
| 112     | 1          | «The Date Night Variable»                   | Mark Cendrowski | داستان : Chuck Lorre & Eric Kaplan & Steve Holland نمایشنامۀ تلویزیونی : Steven Molaro & Jim Reynolds & Maria Ferrari         | ۲۷ سپتامبر ۲۰۱۲   | 3X7601   | 15.66                      |
| 113     | 2          | «The Decoupling Fluctuation»                | Mark Cendrowski | داستان : Chuck Lorre & Jim Reynolds & Maria Ferrari نمایشنامۀ تلویزیونی : Steven Molaro & Eric Kaplan & Steve Holland         | ۴ اکتبر ۲۰۱۲      | 3X7602   | 15.18                      |
| 114     | 3          | «The Higgs Boson Observation»               | Mark Cendrowski | داستان : Steven Molaro & Dave Goetsch & Steve Holland نمایشنامۀ تلویزیونی : Chuck Lorre & Jim Reynolds & Maria Ferrari        | ۱۱ اکتبر ۲۰۱۲     | 3X7603   | 14.23                      |
| 115     | 4          | «The Re-Entry Minimization»                 | Mark Cendrowski | داستان : Bill Prady & Jim Reynolds & Anthony Del Broccolo نمایشنامۀ تلویزیونی : Chuck Lorre & Steven Molaro & Eric Kaplan     | ۱۸ اکتبر ۲۰۱۲     | 3X7604   | 15.73                      |
| 116     | 5          | «The Holographic Excitation»                | Mark Cendrowski | داستان : Chuck Lorre & Eric Kaplan & Jeremy Howe نمایشنامۀ تلویزیونی : Steven Molaro & Steve Holland & Maria Ferrari          | ۲۵ اکتبر ۲۰۱۲     | 3X7605   | 15.82                      |
| 117     | 6          | «The Extract Obliteration»                  | Mark Cendrowski | داستان : Chuck Lorre & Bill Prady & Steve Holland نمایشنامۀ تلویزیونی : Steven Molaro & Jim Reynolds & Eric Kaplan            | ۱ نوامبر ۲۰۱۲     | 3X7606   | 15.90                      |
| 118     | 7          | «The Habitation Configuration»              | Mark Cendrowski | داستان : Chuck Lorre & Eric Kaplan & Jim Reynolds نمایشنامۀ تلویزیونی : Steven Molaro & Steve Holland & Maria Ferrari         | ۸ نوامبر ۲۰۱۲     | 3X7607   | 16.68                      |
| 119     | 8          | «The 43 Peculiarity»                        | Mark Cendrowski | داستان : Chuck Lorre & Dave Goetsch & Anthony Del Broccolo نمایشنامۀ تلویزیونی : Steven Molaro & Jim Reynolds & Steve Holland | ۱۵ نوامبر ۲۰۱۲    | 3X7608   | 17.63                      |
| 120     | 9          | «The Parking Spot Escalation»               | Peter Chakos    | داستان : Chuck Lorre & Eric Kaplan & Adam Faberman نمایشنامۀ تلویزیونی : Steven Molaro & Steve Holland & Maria Ferrari        | ۲۹ نوامبر ۲۰۱۲    | 3X7609   | 17.25                      |
| 121     | 10         | «The Fish Guts Displacement»                | Mark Cendrowski | داستان : Chuck Lorre & Bill Prady & Tara Hernandez نمایشنامۀ تلویزیونی : Steven Molaro & Eric Kaplan & Jim Reynolds           | ۶ دسامبر ۲۰۱۲     | 3X7610   | 16.94                      |
| 122     | 11         | «The Santa Simulation»                      | Mark Cendrowski | داستان : Chuck Lorre & Eric Kaplan & Steve Holland نمایشنامۀ تلویزیونی : Steven Molaro & Jim Reynolds & Maria Ferrari         | ۱۳ دسامبر ۲۰۱۲    | 3X7611   | 16.77                      |
| 123     | 12         | «The Egg Salad Equivalency»                 | Mark Cendrowski | داستان : Chuck Lorre & Eric Kaplan & Jim Reynolds نمایشنامۀ تلویزیونی : Steven Molaro & Bill Prady & Steve Holland            | ۳ ژانویه ۲۰۱۳     | 3X7612   | 19.25                      |
| 124     | 13         | «The Bakersfield Expedition»                | Mark Cendrowski | داستان : Chuck Lorre & Jim Reynolds & Steve Holland نمایشنامۀ تلویزیونی : Steven Molaro & Eric Kaplan & Maria Ferrari         | ۱۰ ژانویه ۲۰۱۳    | 3X7613   | 20.00                      |
| 125     | 14         | «The Cooper/Kripke Inversion»               | Mark Cendrowski | داستان : Chuck Lorre & Eric Kaplan & Anthony Del Broccolo نمایشنامۀ تلویزیونی : Steven Molaro & Jim Reynolds & Steve Holland  | ۳۱ ژانویه ۲۰۱۳    | 3X7614   | 17.76                      |
| 126     | 15         | «The Spoiler Alert Segmentation»            | Mark Cendrowski | داستان : Chuck Lorre & Eric Kaplan & Steve Holland نمایشنامۀ تلویزیونی : Steven Molaro & Maria Ferrari & Adam Faberman        | ۷ فوریه ۲۰۱۳      | 3X7615   | 18.98                      |
| 127     | 16         | «The Tangible Affection Proof»              | Mark Cendrowski | داستان : Chuck Lorre & Bill Prady & Steve Holland نمایشنامۀ تلویزیونی : Steven Molaro & Jim Reynolds & Tara Hernandez         | ۱۴ فوریه ۲۰۱۳     | 3X7616   | 17.89                      |
| 128     | 17         | «The Monster Isolation»                     | Mark Cendrowski | داستان : Chuck Lorre & Dave Goetsch & Maria Ferrari نمایشنامۀ تلویزیونی : Steven Molaro & Eric Kaplan & Steve Holland         | ۲۱ فوریه ۲۰۱۳     | 3X7617   | 17.62                      |
| 129     | 18         | «The Contractual Obligation Implementation» | Mark Cendrowski | داستان : Chuck Lorre & Eric Kaplan & Steve Holland نمایشنامۀ تلویزیونی : Steven Molaro & Jim Reynolds & Maria Ferrari         | ۷ مارس ۲۰۱۳       | 3X7618   | 17.63                      |
| 130     | 19         | «The Closet Reconfiguration»                | Anthony Rich    | داستان : Chuck Lorre & Jim Reynolds & Maria Ferrari نمایشنامۀ تلویزیونی : Steven Molaro & Steve Holland & Eric Kaplan         | ۱۴ مارس ۲۰۱۳      | 3X7619   | 15.90                      |
| 131     | 20         | «The Tenure Turbulence»                     | Mark Cendrowski | داستان : Steven Molaro & Eric Kaplan & Maria Ferrari نمایشنامۀ تلویزیونی : Chuck Lorre & Steve Holland & Jim Reynolds         | ۴ آوریل ۲۰۱۳      | 3X7620   | 17.24                      |
| 132     | 21         | «The Closure Alternative»                   | Mark Cendrowski | داستان : Chuck Lorre & Bill Prady & Tara Hernandez نمایشنامۀ تلویزیونی : Steven Molaro & Jim Reynolds & Steve Holland         | ۲۵ آوریل ۲۰۱۳     | 3X7621   | 15.05                      |
| 133     | 22         | «The Proton Resurgence»                     | Mark Cendrowski | داستان : Chuck Lorre & Jim Reynolds & Steve Holland نمایشنامۀ تلویزیونی : Steven Molaro & Eric Kaplan & Maria Ferrari         | ۲ مه ۲۰۱۳         | 3X7622   | 16.29                      |
| 134     | 23         | «The Love Spell Potential»                  | Anthony Rich    | داستان : Chuck Lorre & Jim Reynolds & Maria Ferrari نمایشنامۀ تلویزیونی : Steven Molaro & Eric Kaplan & Steve Holland         | ۹ مه ۲۰۱۳         | 3X7623   | 16.30                      |
| 135     | 24         | «The Bon Voyage Reaction»                   | Mark Cendrowski | داستان : Steven Molaro & Steve Holland & Tara Hernandez نمایشنامۀ تلویزیونی : Chuck Lorre & Jim Reynolds & Maria Ferrari      | ۱۶ مه ۲۰۱۳        | 3X7624   | 15.48                      |

### فصل ۷ (۱۴–۲۰۱۳)
| شماره قسمت در کل | شماره قسمت در فصل | عنوان                    | کارگردان       | نویسنده                                                                                             | زمان پخش اصلی   | کد تولید | بینندگان در آمریکا (میلیون نفر) |
| --- | ----------------- | ------------------------ | -------------- | --------------------------------------------------------------------------------------------------- | --------------- | -------- | ------------------------------- |
| ۱۳۶ | ۱                 | «عدم کفایت هافستادر»     | مارک سندراوسکی | داستان: چاک لوری، استیون مولارو و تارا هرناندز فیلم‌نامه: اریک کپلان، جیم رینولدز و استیو هالند      | ۲۶ سپتامبر ۲۰۱۳ | 4X5301   | ۱۸٫۹۹                           |
| پنی و شلدون در نبود لئونارد دل‌تنگ او می‌شوند. پنی به لئونارد زنگ می‌زند و متوجه می‌شود که لئونارد در حال خوش‌گذرانی است و دلش اصلاً برای پنی تنگ نشده. پنی سعی می‌کند با شلدون به ردوبدل کردن رازهای شخصی بپردازد و به او می‌گوید که در یک فیلم ترسناک منتشر نشده، به صورت نیمه‌برهنه ظاهر شده. شلدون به او می‌گوید که او و لئونارد آن فیلم را دیده‌اند. در مقابل شلدون به پنی می‌گوید که از شیوه امتیازدهی جدید سایت یوتیوب خوشش نمی‌آید. راج به مهمانی دانشگاه می‌رود و با خانم دیویس هم‌صحبت می‌شود. امی و برنادت نیز با یکدیگر به یک کنفرانس علمی می‌روند و با هم دچار مشکلاتی می‌شوند. شخصیت‌های دوره‌ای: رجینا کینگ در نقش خانم دیویس بازیگران مهمان: سوفی اودا در نقش گریس، آرون تاکاهاشی در نقش دانشمند و الکس بال در نقش پیش‌خدمت علت نامگذاری قسمت:شلدون و پنی در نبود لئونارد دل‌تنگ او می‌شوند، در حالی خود لئونارد اصلاً دل‌تنگ آن‌ها نیست. |                   |                          |                | |                 |          |                                 |
| ۱۳۷ | ۲                 | «تأیید فریب»             | مارک سندراوسکی | داستان: چاک لوری، اریک کپلان و جیم رینولدز فیلم‌نامه: استیون مولارو، استیو هالند و ماریا فراری       | ۲۶ سپتامبر ۲۰۱۳ | 4X5302   | ۲۰٫۴۴                           |
| لئونارد زودتر از زمان مقرر از سفر برمی‌گردد و در آپارتمان پنی پنهان می‌شود و این موضوع را از شلدون پنهان می‌کند تا او و پنی بتوانند با هم خوش بگذرانند. شلدون از طرز عجیب رفتارهای پنی متوجه می‌شود شخص دیگری در آپارتمان او هست و گمان می‌کند که پنی در حال خیانت به لئونارد است. او به صورت ناگهانی به همراه امی وارد خانه پنی می‌شود و متوجه می‌شود که لئونارد برگشته و از این کار او ناراحت می‌شود. لئونارد عذرخواهی می‌کند اما شلدون نمی‌پذیرد و در ادامه شلدون هر چه لئونارد می‌گوید را باور نمی‌کند. البته در آخر با هم آشتی می‌کنند. در این بین، هاوارد به علت آن که هورمون‌های استروژن کرم مادرش وارد بدنش شده، احساساتی شده و مانند زن‌ها رفتار می‌کند. بازیگر مهمان:باراک هاردلی در نقش پسر تحویل‌دهنده پیتزا علت نام‌گذاری قسمت:پرسش شلدون از لئونارد مبنی بر این که چرا زودتر برگشتنش را به او (شلدون) اطلاع نداده. یادداشت:تا اینجا، این قسمت، پربیننده‌ترین قسمت در کل فصول سریال است. |                   |                          |                | |                 |          |                                 |
| ۱۳۸ | ۳                 | «گرداب روبنده»           | مارک سندراوسکی | داستان: دیو گوتش، اریک کپلان و استیو هالند فیلم‌نامه: استیون مولارو، جیم رینولدز و ماریا فراری       | ۳ اکتبر ۲۰۱۳    | 4X5303   | ۱۸٫۲۲                           |
| بعد از این که مهمانی شام راج به هم می‌خورد، راج یک بازی «شکار معما» راه می‌اندازد. شلدون و پنی، هاوارد و امی، لئونارد و برنادت سه گروه می‌شوند تا معماها را یکی یکی حل کنند و به سکه دست پیدا کنند و برنده بازی شوند. همچنین سر باززدن لئونارد از تیم شدن با پنی، او را نگران این مسئله می‌کند که پنی از دست او ناراحت شده باشد. هاوارد و امی هم که تاکنون با هم تنها نشده بودند متوجه می‌شوند که هر دو به موزیک نیل دایاموند علاقه دارند. در آخر همه متوجه می‌شوند که هر سه گروه برنده‌است که این باعث می‌شود همه از دست راج عصبانی شوند. شخصیت دوره‌ای:کوین سوزمن در نقش استوارت بلوم علت نامگذاری قسمت:مسابقه طراحی شده توسط راج. |                   |                          |                | |                 |          |                                 |
| ۱۳۹ | ۴                 | «به حداقل رساندن اظهارت» | مارک سندراوسکی | داستان: چاک لوری، جیم رینولدز و تارا هرناندز فیلم‌نامه: استیون مولارو، استیو هالند و ماریا فراری     | ۱۰ اکتبر ۲۰۱۳   | 4X5304   | ۱۷٫۶۴                           |
| امی و شلدون به همراه هم فیلم مهاجمان صندوق گمشده را می‌بینند و امی از آن لذت می‌برد، ولی از داستان آن ایراد می‌گیرد و می‌گوید که ایندیانا جونز هیچ تأثیری در روند و داستان فیلم نداشت. امی با این کار محبوبیت فیلم را در خاطر شلدون خراب می‌کند و بعد از آن شلدون نیز سعی می‌کند به سراغ موارد مورد علاقه امی برود و انتقام بگیرد. آن‌ها با هم سریال مورد علاقه امی، خانه کوچک را تماشا می‌کنند و شلدون به ایراد گرفتن از آن می‌پردازد. امی متوجه موضوع می‌شود و به شلدون می‌گوید چون آن‌ها در رابطه هستند، او باید احساس خود را به امی بگوید. شلدون این کار را می‌کند و امی نیز عذرخواهی می‌کند. پنی کتابی از مادر لئونارد می‌خرد که در مورد کودکی خود لئونارد نوشته شده. لئونارد ناراحت می‌شود و پنی سعی می‌کند جبران کند، ولی لئونارد از این موضوع سوءاستفاده می‌کند. پنی این موضوع را از برنادت می‌شنود، چون هاوارد هم سعی داشته این کار را از لئونارد تقلید کند. لئونارد به آپارتمان پنی می‌رود و متوجه می‌شود که پنی آماده‌است تا برای تسکین او کار دیگری انجام دهد، ولی پنی او و مادرش (از طریق اسکایپ) تنها می‌گذارد. راج و استوارت هم در سایت دوست‌یابی ثبت‌نام می‌کنند، ولی زن‌ها فقط پروفایل آن‌ها را می‌بینند و برایشان پیام نمی‌فرستند. شخصیت‌های دوره‌ای: کریستین بارانسکی در نقش دکتر بورلی هافستادر و کوین سوزمن در نقش استوارت بلوم علت نام‌گذاری قسمت: اظهار نظر امی در مورد فیلم مورد علاقهٔ شلدون. |                   |                          |                | |                 |          |                                 |
| ۱۴۰ | ۵                 | «نزدیکی محل کار»         | مارک سندراوسکی | داستان:استیون مولارو، استیو هالند و ماریا فراری فیلم‌نامه:چاک لوری، اریک کپلان و جیم رینولدز         | ۱۷ اکتبر ۲۰۱۳   | 4X5305   | ۱۷٫۸۰                           |
| امی به شلدون می‌گوید که از طرف دانشگاه محل کار شلدون به او پیشنهاد کار شده و او قصد دارد آن را بپذیرد. شلدون در ابتدا مشکلی با آن ندارد، اما هاوارد به او می‌گوید که او خودش دوست ندارد با برنادت یکجا کار کند و نظر شلدون را عوض می‌کند. شلدون به امی می‌گوید که راضی نیست اما امی قصد ندارد از این کار کنار بکشد. روز بعد وقتی که شلدون امی را در مقابل همکارانش خجالت‌زده می‌کند بیشتر از دست او ناراحت می‌شود. لئونارد و پنی سعی می‌کنند به شلدون توضیح دهند که حق با امی است. شلدون برای معذرت خواهی به آپارتمان امی می‌رود اما وقتی او را «عجیب و غریب» خطاب می‌کند کار را خراب می‌کند. از طرف دیگر برنادت باخبر می‌شود که هاوارد گفته دوست ندارد با او یکجا کار کند و از دست او عصبانی است. هاوارد به پیش راج می‌رود. برنادت برای عذرخواهی به منزل راج می‌رود و هاوارد و برنادت هر دو از یکدیگر عذرخواهی می‌کنند، اما هاوارد به برنادت می‌گوید که می‌خواهد پیش راج بماند تا بازی جدید بتمن را تمام کنند که باعث می‌شود برنادت دوباره از دست او عصبانی شود. در آخر پنی به برنادت و امی می‌گوید که او به لئونارد سپرده تا با مردها صحبت کنند، اما مثل همیشه آن‌ها دارند با هم بازی می‌کنند. علت نامگذاری قسمت:نزدیکی محل کار شلدون و امی در موسسه فناوری کالیفرنیا. بازیگران مهمان: تاد اریک اندروز در نقش دکنر گاندرسون و آیومی لیزوکا در نقش دانشمند |                   |                          |                | |                 |          |                                 |
| ۱۴۱ | ۶                 | «رزونانس عشقی»           | مارک سندراوسکی | داستان:اریک کپلان، جیم رینولدز و تارا هرناندز فیلم‌نامه:استیون مولارو، استیو هالند و ماریا فراری     | ۲۴ اکتبر ۲۰۱۳   | 4X5306   | ۱۶٫۹۸                           |
| شلدون موفق به کشف یک عنصر فوق سنگین جدید می‌شود، اما بعد از آن متوجه می‌شود که اکتشافش به خاطر یک اشتباه بوده و به همین خاطر احساس شیاد بودن می‌کند. همکاران و دوستان او را تشویق و تحسین می‌کنند ولی شلدون از این خوشش نمی‌آید. در آخر امی به شلدون می‌گوید که او لیاقت این همه تحسین را ندارد، شلدون به طور شگفت‌آوری از این جمله خوشش می‌آید و می‌گوید این رمانتیک‌ترین چیزی است که شنیده. هاوارد برای سالگرد اولین قرارش با برنادت، آهنگی نوشته و قصد دارد آن را به همراه بقیه دوستانش برای برنادت اجرا کند. برنادت در آزمایشگاه محل کارش به طور اتفاقی در معرض ویروسی قرار می‌گیرد و در بیمارستان قرنطینه می‌شود. هاوارد و دوستانش به بیمارستان می‌روند و آهنگ را برای او اجرا می‌کنند. با دیدن این، پنی تصمیم می‌گیرد تا کاری رمانتیک برای لئونارد انجام دهد و برای این از راج کمک می‌خواهد. او باز هم کارش را خوب انجام نمی‌دهد، اما وقتی لئونارد جعبه‌ای که تمام یادگاری‌های خودش را پنی در آن نگه داشته می‌بیند، تحت تأثیر قرار می‌گیرد. علت نامگذاری قسمت: راه‌های متفاوت زوج‌ها برای ابراز احساس |                   |                          |                | |                 |          |                                 |
| ۱۴۲ | ۷                 | «جایگزینی پروتون»        | مارک سندراوسکی | داستان: چاک لوری، ماریا فراری و آنتونی دل بروچولو فیلم‌نامه: استیون مولارو، اریک کپلان و جیم رینولدز | ۷ نوامبر ۲۰۱۳   | 4X5307   | ۱۶٫۸۹                           |
| شلدون، لئونارد و امی، دکتر آرتور جفریز (پروفسور پروتون) را به صورت اتفاقی در داروخانه می‌بینند. شلدون مشتاقانه به دیدار او می‌رود و امی را به او معرفی می‌کند. آرتور شلدون و لئونارد (به خاطر پنی) را به خوبی با خاطر دارد. روز بعد لئونارد یک ایمیل از آرتور دریافت می‌کند که در آن از او خواسته تا نظرش را راجع به آخرین مقاله‌اش بگوید، در حالی که از شلدون چنین درخواستی نمی‌کند. شلدون دنبال دلیل این کار می‌گردد و امی به او می‌گوید که بعضی وقت‌ها او برای مردم آزاردهنده است. شلدون به خانه آرتور می‌رود تا عذرخواهی کند، اما بیشتر او را اذیت می‌کند. روز بعد سر کار، در حالی که لئونارد و آرتور در حال کار کردن هستند، شلدون بیل نای را به آزمایشگاه لئونارد می‌آورد و اعلام می‌کند که با او دوست شده‌است. بیل از دیدار آرتور خوشحال است، اما آرتور به خاطر دزدیدن ایده برنامه تلویزیونی‌اش از دست بیل ناراحت است. آرتور از لئونارد می‌پرسد با این همه بدی از شلدون، چگونه به زندگی و دوستی با او ادامه می‌دهد و لئونارد در جواب می‌گوید که شلدون باهوش‌ترین شخصی است که او تا به حال دیده. بعداً آرتور تصمیم می‌گیرد تا مقاله‌اش را برای مطالعه و بررسی به شلدون بدهد، اما شلدون به او می‌گوید که قبلاً ایمیلش را هک کرده و مقاله را خوانده. پس از شلدون او را به صرف چای دعوت می‌کند و آرتور فقط به خاطر حضور پنی در آپارتمان، دعوت را می‌پذیرد. در همین حال راج به همراه دخترها در حال ساختن جواهرات در «شب دخترانه» است که ناگهان هاوارد از راه می‌رسد و شروع به تمسخر رفتارهای زنانه راج می‌کند. همچنین وسایل بیشتری برای ساخت جواهرات بهتر می‌آورد. راج از این موضوع ناراحت می‌شود و در نهایت هاوارد از راج عذرخواهی می‌کند و این دو دوباره آشتی می‌کنند. بازیگران مهمان: باب نیوهارت در نقش دکتر آرتور جفریز (پروفسور پروتون) و بیل نای در نقش خودش علت نامگذاری قسمت: شلدون بیل نای را جایگزین دکتر جفریز می‌کند. |                   |                          |                | |                 |          |                                 |
| ۱۴۳ | ۸                 | «شبیه‌سازی مغز خارش‌دار»   | مارک سندراوسکی | داستان: استیون مولارو، بیل پریدی و جیم رینولدز فیلم‌نامه: اریک کپلان، استیو هالند و ماریا فراری      | ۱۴ نوامبر ۲۰۱۳  | 4X5308   | ۱۸٫۳۰                           |
| هنگام گشتن در کمد، لئونارد یک دی‌وی‌دی پیدا می‌کند که هفت سال پیش اجاره شده و به صاحبش بازگردانده نشده. لئونارد از شلدون می‌خواهد تا قاطی نکند و شلدون هم بر خلاف انتظار فوق‌العاده آرام است. او از لئونارد می‌خواهد که درک کند زمانی که چیزهایی باب میل او نیست، مغزش چگونه خارش می‌گیرد. او از لئونارد می‌خواهد تا یک پلیور آزاردهنده را بدون زیرپوش بپوشد تا زمانی که دی‌وی‌دی را به صاحبش بازگرداند. لئونارد به دنبال صاحب مغازه می‌رود و متوجه می‌شود که او مرده و هیچ فامیل درجه یکی هم ندارد. بعد از این شلدون به لئونارد می‌گوید که او پول جریمه را همان سال حساب کرده. پنی لوسی را در رستوران می‌بیند و از او می‌پرسد که چرا با ایمیل با راج به هم زده. لوسی راج را برای معذرت خواهی به یک قهوه دعوت می‌کند و به او می‌گوید با شخص دیگری رابطه دارد. پنی راج را با یکی از دوستانش آشنا می‌کند که راج با رفتارش او را عصبانی می‌کند و رابطه‌شان به هم می‌خورد. بازیگر دوره‌ای:کیت می‌کوچی در نقش لوسی بازیگر مهمان:مورگان هیوویت در نقش لیزی علت نامگذاری قسمت:این که لئونارد پلیوری را پوشید که بدنش را اذیت می‌کرد تا حس خارش گرفتن مغز شلدون را شبیه‌سازی کند. |                   |                          |                | |                 |          |                                 |
| ۱۴۴ | ۹                 | «جدایی روز شکرگزاری»     | مارک سندراوسکی | داستان: اریک کپلان، استیو هالند و جیم رینولدز فیلم‌نامه: استیون مولارو، جیم رینولدز و جرمی هو        | ۲۱ نوامبر ۲۰۱۳  | 4X5309   | ۱۸٫۹۴                           |
| همه روز شکرگزاری را در خانه خانم والوویتز جشن می‌گیرند. شلدون که به زور به مهمانی برده می‌شود، خودش را برده‌های آفریقایی مقایسه می‌کند. پنی خاطره‌ای از روز شکرگزاری‌ای که در لاس وگاس گذرانده تعریف می‌کند و متوجه می‌شود که سهواً با دوست‌پسر سابقش زک ازدواج کرده. شلدون با خاطر اطلاعاتش در مورد فوتبال با پدرزن هاوارد جور می‌شود و هاوارد از این موضوع ناراحت است. پنی زک را دعوت می‌کند تا برگه‌های جدایی را امضا کنند. در آخر همگی برای صرف شام سر یک میز می‌نشینند. بازیگران دوره‌ای:کارل آن سوزی در نقش خانم والوویتز، کیسی ساندر در نقش مایک روستوناوسکی و برایان توماس اسمیت در نقش زک جانسون علت نامگذاری قسمت: جدایی زک و پنی در روز شکرگزاری |                   |                          |                | |                 |          |                                 |
| ۱۴۵ | ۱۰                | «کشف اتلاف»              | مارک سندراوسکی | داستان: اریک کپلان، جیم رینولدز و ماریا فراری فیلم‌نامه: استیون مولارو، استیو هالند و آدام فابرمن    | ۵ دسامبر ۲۰۱۳   | 4X5310   | ۱۵٫۶۳                           |
| شلدون درباره کشف عنصر جدید با رادیو مصاحبه می‌کند، ولی همچنان از این که این کشف از روی یک اشتباه صورت گرفته، ناراحت است. امی، ویل ویتون دوست شلدون را به خانه می‌آورد و تا با شلدون صحبت کند و او را خوشحال نماید. ویل با تعریف کردن داستان زندگی خودش حال شلدون را بهتر می‌کند. بعد از این لئونارد به پیش شلدون می‌رود و می‌گوید که ثابت کرده که عنصر جدیدی که کشف شده اصلاً وجود ندارد. شلدون از دست او عصبانی می‌شود. شلدون و لئونارد دوباره با رادیو مصاحبه می‌کنند و باز هم شلدون باعث خجالت‌زدگی می‌شود. در همین حال، راج به خاطر تعمیرات خانه‌اش نمی‌تواند در آن زندگی کند و برای یک هفته به خانه هاوارد و برنادت می‌رود. اما با مهربانی و یاری‌رسانی بیش از حد، باعث اختلاف انداختن بین برنادت و هاوارد می‌شود و آن‌ها هم او را بیرون می‌کنند. او هم به آپارتمان شلدون و لئونارد می‌رود و بلافاصله شروع به نصیحت کردن امی و شلدون درباره رابطه‌شان می‌کند که باعث می‌شود که امی از او بخواهد که از آنجا برود. بازیگران دوره‌ای: ویل ویتون در نقش خودش و جان راس بووی در نقش بری کریپکی بازیگر مهمان: آیرا فلیتو در نقش خودش علت نامگذاری قسمت:لئونارد اثبات می‌کند که عنصر مورد نظر شلدون وجود ندارد. |                   |                          |                | |                 |          |                                 |
| ۱۴۶ | ۱۱                | «استخراج کوپر»           | مارک سندراوسکی | داستان: استیون مولارو، اریک کپلان و ماریا فراری فیلم‌نامه: جیم رینولدز، استیو هالند و تارا هرناندز   | ۱۲ دسامبر ۲۰۱۳  | 4X5311   | ۱۷٫۶۸                           |
| شلدون به تگزاس سفر می‌کند تا خواهرش را که می‌خواهد زایمان خانگی داشته باشد همراهی کند. شلدون با تماس تصویری دوستانش را از آخرین خبرها مطلع می‌کند. در این حین، دوستانش به این فکر می‌کنند که بدون وجود شلدون زندگی آن‌ها چگونه می‌بود. پنی به ترسو بودن لئونارد و اینکه هیچوقت از او درخواست دوستی نمی‌کرد اشاره می‌کند. برنادت تجسم می‌کند با هاوارد بیرون نمی‌رود به خاطر دوستی عجیب و غریبی که هاوارد با راج دارد، لئونارد حدس می‌زند که پنی با زک زندگی خواهد کرد. امی اشاره می‌کند که در صورت نبودن لئونارد، پنی سعی در اغفال شلدون خواهد کرد، در حالیکه هاوارد حتی بعد از مرگ مادرش هنوز مشغول مراقبت از اوست، و راج و لئونارد، به عنوان هم اتاقی، اشاره می‌کنند که به واسطهٔ آشپزی خوب راج و تنهایی لئونارد خیلی چاق خواهند شد. بعد از این که خواهرزادهٔ شلدون به دنیا می‌آید، امی شلدون را راضی می‌کند که پیش او بماند ونقش یک الگوی هوشمند را برای خواهرزاده اش داشته باشد، کسی که شلدون خودش نداشته است. راج می‌گوید که امی تاثیر زیادی بر شلدون دارد. امی بر این باور نیست، اما لئونارد نشان می‌دهد که شلدون تصویری از امی را بر روی محافظ صفحه اش دارد. وقتی که شلدون به خانه باز می‌گردد، به امی می‌گوید که ترجیح می‌داد او در تگزاس همراهش بود یا به جای او بود. بازیگران دوره‌ای: لوری متکلف در نقش مری کوپر، کوین سوزمن در نقش استوارت بلوم، کارل ان سوزی در نقش خانم والوویتز و برایان توماس اسمیت در نقش زک. علت نامگذاری قسمت: شخصیت‌های سریال زندگی خود را بدون شلدون تصور می‌کنند. |                   |                          |                | |                 |          |                                 |
| ۱۴۷ | ۱۲                | «انشعاب درنگ»            | مارک سندراوسکی | داستان: دیو گوتش، جیم رینولدز و تارا هرناندز فیلم‌نامه: استیون مولارو، استیو هالند و ماریا فراری     | ۲ ژانویه ۲۰۱۴   | 4X5312   | ۱۹٫۲۰                           |
| پنی از نقش کوتاهی که در سریال ان‌سی‌آی‌اس گرفته بسیار به وجد ادامه است اما بعداً می‌فهمد که قسمتی که او در آن حضور داشته حذف شده و از این بابت بسیار سرخورده می‌شود. پنی از لئونارد می‌خواهد که نظرش را دربارهٔ بازیگر شدنش بگوید و لئونارد می‌گوید که او نمی‌تواند بازیگر شود. پنی از این که دوست پسرش به او باور ندارد خیلی ناراحت می‌شود. در ادامه لئونارد برای جبران، از پنی می‌خواهد که در تست هنرپیشگی جدیدترین فیلم جنگ ستارگان شرکت کند تا بتواند نقشی به دست‌آورد. پنی، در حالت مستی، به این نتیجه می‌رسد که تنها نکتهٔ مثبت در زندگیش لئونارد است، و از او خواستگاری می‌کند. لئونارد به خاطر مست و غمگین بودن پنی، در جواب دادن تردید می‌کند. بعد از این که پنی اتاق را ترک می‌کند لئونارد به این فکر می‌افتد که ممکن است این پایان رابطهٔ آن‌ها باشد. شلدون، بعد از این که می‌فهمد دیگران او را بامزه نمی‌پندارند، سعی در ساختن یک الگوی جهانی برای جک گفتن و مضحک بودن پیدا کند. او در تلاش برای این کار امی را خسته می‌کند. امی با هاوارد و برنادت همراه می‌شود. برنادت اعتراف می‌کند که گاهی اوقات مصنوعی به جک‌های هاوارد می خندد. راج و استوارت به یک مرکز خرید می‌روند تا توانایی خود را در حرف زدن با خانم‌ها افزایش دهند که سرآخر تنها با نگهبان صحبت می‌کنند. بازیگران دوره‌ای: کوین سوزمن در نقش استوارت بلوم علت نامگذاری قسمت:درنگ لئونارد به هنگام درخواست ازدواج پنی |                   |                          |                | |                 |          |                                 |
| ۱۴۸ | ۱۳                | «کالیبراسیون مجدد شغلی»  | مارک سندراوسکی | داستان: اریک کپلان، ماریا فراری و تارا هرناندز فیلم‌نامه: استیون مولارو، جیم رینولدز و استیو هالند   | ۹ ژانویه ۲۰۱۴   | 4X5313   | ۲۰٫۳۵                           |
| پنی چیزکیک فکتوری را ترک می‌کند تا تمام وقتش را صرف کار بازیگری کند. لئونارد اگرچه می‌گوید که از تصمیم‌های پنی پشتیبانی می‌کند اما از استعفا دادن او چندان راضی نیست. در همین حال، شلدون را اجباراً به مرخصی فرستادند، پنی او را همراه خود بیرون می‌برد. شلدون از تصمیم پنی حمایت می‌کند و می‌گوید او نیز تمام زمان و انرژی خود را به این که فیزیکدان شود اختصاص داده است. سرانجام لئونارد می‌گوید با این که خودش نمی‌تواند ریسک از دست دان شغل را بپذیرد، ولی به پنی افتخار می‌کند که این توانایی را دارد. برنادت به طور اتفاقی به یکی از کتاب‌های کمیک هاوارد صدمه وارد می‌کند و از استوارت طلب کمک می‌کند. استورات آن کتاب کمیاب را ندارد و برنادت را به یک کتابفروشی، که از قضا رقیب استوارت نیز هست می‌برد. صاحب کتابفروشی، جس، به استوارت توهین می‌کند و برنادت جس را سرزنش می‌کند و بدون خریدن کتاب آن مکان را ترک می‌کند. بعداً او به تنهایی به کتابفروشی جس باز می‌گردد و سرزنش کنان این بار کتاب را می‌خرد. برت، یک زمین‌شناس، هر روز تکه سنگ زیبایی برای امی می‌برد تا علاقه اش را به او نشان دهد. امی از این موضوع بی اطلاع است تا این که هاوارد و راج به آن اشاره می‌کنند. امی به برت می‌گوید که او دوست پسر دارد اما از احساس گناه قبول می‌کند که با او به یک «نمایشگاه سنگ و مواد معدنی» برود. هاوارد و راج سعی می‌کنند که برت را از بیرون رفتن با امی بازدارند که در نهایت خودشان به جای امی همراه برت می‌روند. بازیگران دوره‌ای: کوین سوزمن در نقش استوارت بلوم و یان اسکات رادولف در نقش کاپیتان سوییت‌پنتس بازیگر مهمان: برایان پوسن در نقش برت و جاش پک در نقش جس علت نامگذاری قسمت: استعفای پنی از پیشخدمتی برای تمرکز بیشتر روی بازیگری |                   |                          |                | |                 |          |                                 |
| ۱۴۹ | ۱۴                | «معمای پیمان‌نامه»        | مارک سندراوسکی | داستان: اریک کپلان، جیم رینولدز و آدام فبرمن فیلم‌نامه: استیون مولارو، دیو گوتش و استیو هالند        | ۳۰ ژانویه ۲۰۱۴  | 4X5314   | ۱۹٫۰۵                           |
| بعد از این که پسرها از تهیهٔ بلیت کامیک کان باز می‌مانند، شلدون تصمیم می‌گیرد که همایش کتاب کمیک خودش را برپا کند. شلدون برای معتبر شدن همایشش به دنبال جیمز ارل جونز صداپیشه دارت ویدر در یک رستوران می‌رود. جیمز ارل جونز و شلدون دربارهٔ جنگ ستارگان صحبت می‌کنند و صمیمی می‌شوند. آن دو کارهای‌های مختلفی در طول شب برای سرگرمی انجام می‌دهند در نهایت جیمز ارل جونز، بعد از این که می‌فهمد آنها موفق به تهیه بلیت نشدند، شلدون و دوستانش را دعوت می‌کند تا همراه او به کامیک کان بروند. در همین حین، لئونارد، راج، و هاوارد برنامه ریختند که بلیت را از یک دلال خریداری کنند، اما می‌ترسند که مبادا به دردسر بیافتند. دخترها به یک مهمانی چای می‌روند تا «احساس بزرگسالی» کنند، اما تنها مادران و دخترهایشان آنجا بودند برای همین به بار می‌روند و دربارهٔ بزرگسال بودن و جنبه‌های آن بحث می‌کنند. بازیگر مهمان: جیمز ارل جونز و کری فیشر در نقش خودشان. یادداشت: نام کیلی کواکو برای اولین‌بار در این اپیزود کیلی کواکو-سوییتینگ درج شد. کیلی کواکو در ۳۱ دسامبر ۲۰۱۳ با رایان سوییتینگ ازدواج کرد. علت نامگذاری قسمت: پیمان و قوانین برای خریدن بلیط کامیک-کان. |                   |                          |                | |                 |          |                                 |
| ۱۵۰ | ۱۵                | «دستکاری لوکوموتیو»      | مارک سندراوسکی | داستان: جیم رینولدز، استیو هالند و تارا هرناندز فیلم‌نامه: استیون مولارو، اریک کپلان و ماریا فراری   | ۶ فوریه ۲۰۱۴    | 4X5315   | ن/م                             |
| امی برنامهٔ عاشقانه‌ای در روز ولنتاین برای شلدون و خودش تدارک می‌بیند که به همراه هاوارد و برنادت به درهٔ نپا، سوار بر یک قطار عتیقه بروند. هنگام صرف شام در قطار شلدون دوستی پیدا می‌کند که مثل خودش عاشق قطارهاست، امی که برنامه‌هایش خراب شده با حسادت به ابراز محبت هاوارد و برنادت نسبت به هم نگاه می‌کند. بعد از این که امی از رفتار شلدون گلایه می‌کند، شلدون عصبانی می‌شود و با تمسخر می‌گوید که رابطه عشقولانه را به امی نشان می‌دهد، او در چشمانش خیره می‌شود و برای اولین بار او را می‌بوسد و به نظر می‌رسد که از این احساس لذت می‌برد. سپس از امی دعوت می‌کند تا همراه او به دیدن راهنمای قطار بروند. همزمان لئونارد و پنی از سگ راج مراقبت می‌کنند، او شکلات‌هایی که پنی به لئونارد داده را می‌خورد. آن‌ها به سرعت سگ را به دامپزشکی می‌برند که راج خشمگینانه به آن‌ها ملحق می‌شود. دامپزشک و راج با صحبت دربارهٔ نگه داری سگ و همچنین سرزنش کردن لئونارد و پنی با هم کمی آشنا می‌شوند. در خانه راج با تعجب و خوشحالی می‌بیند که دامپزشک شماره تلفن خود را به او داده است. بازیگر مهمان: تانیا ریموند در نقش ایوت، اریک پیترسن در نقش اریک و الکس بال در نقش گارسون علت نامگذاری قسمت: امی شلدون را به بهانه شام ولنتاین در یک قطار آنتیک گول می‌زند تا بتواند یک شب عاشقانه را باهم سپری کنند. |                   |                          |                | |                 |          |                                 |
| ۱۵۱ | ۱۶                | «میز برای ایجاد قطبش»    | اعلان‌نشده      | اعلان‌نشده                                                                                           | ۲۷ فوریه ۲۰۱۴   | 4X5316   | ن/م                             |
| بازیگران دوره‌ای: کارل آن سوزی در نقش خانم والوویتز، کیسی ساندر در نقش مایک راستنکاوسکی و مایکل جی ماسیمینو در نقش خودش بازیگر مهمان: کریستوفر نیمان در نقش دکتر دریفوس علت نامگذاری قسمت: --> |                   |                          |                | |                 |          |                                 |

### فصل ۸ (۱۵–۲۰۱۴)
| شم. کلی | شم. در فصل | عنوان                               | کارگردان        | نویسنده | تاریخ انتشار اصلی | کد تولید | U.S. تعداد بیننده (میلیون) |
| ------- | ---------- | ----------------------------------- | --------------- | --- | ----------------- | -------- | -------------------------- |
| 160     | 1          | «The Locomotion Interruption»       | Mark Cendrowski | داستان : Jim Reynolds & Maria Ferrari & Tara Hernandez نمایشنامۀ تلویزیونی : Steven Molaro & Steve Holland & Eric Kaplan           | ۲۲ سپتامبر ۲۰۱۴   | 4X6751   | 18.08                      |
| 161     | 2          | «The Junior Professor Solution»     | Mark Cendrowski | داستان : Steven Molaro & Eric Kaplan & Steve Holland نمایشنامۀ تلویزیونی : Jim Reynolds & Maria Ferrari & Tara Hernandez           | ۲۲ سپتامبر ۲۰۱۴   | 4X6752   | 18.30                      |
| 162     | 3          | «The First Pitch Insufficiency»     | Mark Cendrowski | داستان : Chuck Lorre & Jim Reynolds & Anthony Del Broccolo نمایشنامۀ تلویزیونی : Steven Molaro & Steve Holland & Maria Ferrari     | ۲۹ سپتامبر ۲۰۱۴   | 4X6753   | 16.44                      |
| 163     | 4          | «The Hook-Up Reverberation»         | Mark Cendrowski | داستان : Steve Holland & Maria Ferrari & Tara Hernandez نمایشنامۀ تلویزیونی : Steven Molaro & Eric Kaplan & Jim Reynolds           | ۶ اکتبر ۲۰۱۴      | 4X6754   | 15.94                      |
| 164     | 5          | «The Focus Attenuation»             | Mark Cendrowski | داستان : Jim Reynolds & Maria Ferrari & Adam Faberman نمایشنامۀ تلویزیونی : Steven Molaro & Eric Kaplan & Steve Holland            | ۱۳ اکتبر ۲۰۱۴     | 4X6755   | 15.63                      |
| 165     | 6          | «The Expedition Approximation»      | Mark Cendrowski | داستان : Steven Molaro & Dave Goetsch & Tara Hernandez نمایشنامۀ تلویزیونی : Jim Reynolds & Steve Holland & Maria Ferrari          | ۲۰ اکتبر ۲۰۱۴     | 4X6756   | 16.02                      |
| 166     | 7          | «The Misinterpretation Agitation»   | Mark Cendrowski | داستان : Chuck Lorre & Eric Kaplan & Jim Reynolds نمایشنامۀ تلویزیونی : Steven Molaro & Steve Holland & Maria Ferrari              | ۳۰ اکتبر ۲۰۱۴     | 4X6758   | 16.25                      |
| 167     | 8          | «The Prom Equivalency»              | Mark Cendrowski | داستان : Jim Reynolds & Steve Holland & Jeremy Howe نمایشنامۀ تلویزیونی : Steven Molaro & Eric Kaplan & Maria Ferrari              | ۶ نوامبر ۲۰۱۴     | 4X6757   | 16.56                      |
| 168     | 9          | «The Septum Deviation»              | Anthony Rich    | داستان : Steven Molaro & Bill Prady & Maria Ferrari نمایشنامۀ تلویزیونی : Eric Kaplan & Steve Holland & Tara Hernandez             | ۱۳ نوامبر ۲۰۱۴    | 4X6759   | 16.90                      |
| 169     | 10         | «The Champagne Reflection»          | Mark Cendrowski | داستان : Steven Molaro & Tara Hernandez & David Saltzberg & Ph.D نمایشنامۀ تلویزیونی : Jim Reynolds & Steve Holland & Dave Goetsch | ۲۰ نوامبر ۲۰۱۴    | 4X6760   | 14.61                      |
| 170     | 11         | «The Clean Room Infiltration»       | Mark Cendrowski | داستان : Maria Ferrari & Tara Hernandez & Jeremy Howe نمایشنامۀ تلویزیونی : Eric Kaplan & Jim Reynolds & Steve Holland             | ۱۱ دسامبر ۲۰۱۴    | 4X6761   | 15.49                      |
| 171     | 12         | «The Space Probe Disintegration»    | Mark Cendrowski | داستان : Bill Prady & Eric Kaplan & Jim Reynolds نمایشنامۀ تلویزیونی : Steven Molaro & Steve Holland & Maria Ferrari               | ۸ ژانویه ۲۰۱۵     | 4X6762   | 18.11                      |
| 172     | 13         | «The Anxiety Optimization»          | Mark Cendrowski | داستان : Eric Kaplan & Maria Ferrari & Adam Faberman نمایشنامۀ تلویزیونی : Jim Reynolds & Steve Holland & Tara Hernandez           | ۲۹ ژانویه ۲۰۱۵    | 4X6763   | 17.25                      |
| 173     | 14         | «The Troll Manifestation»           | Mark Cendrowski | داستان : Steven Molaro & Eric Kaplan & Tara Hernandez نمایشنامۀ تلویزیونی : Jim Reynolds & Steve Holland & Maria Ferrari           | ۵ فوریه ۲۰۱۵      | 4X6765   | 17.09                      |
| 174     | 15         | «The Comic Book Store Regeneration» | Mark Cendrowski | داستان : Jim Reynolds & Maria Ferrari & Jeremy Howe نمایشنامۀ تلویزیونی : Steven Molaro & Eric Kaplan & Steve Holland              | ۱۹ فوریه ۲۰۱۵     | 4X6764   | 17.49                      |
| 175     | 16         | «The Intimacy Acceleration»         | Mark Cendrowski | داستان : Dave Goetsch & Eric Kaplan & Tara Hernandez نمایشنامۀ تلویزیونی : Steven Molaro & Jim Reynolds & Steve Holland            | ۲۶ فوریه ۲۰۱۵     | 4X6766   | 16.67                      |
| 176     | 17         | «The Colonization Application»      | Mark Cendrowski | داستان : Dave Goetsch & Jim Reynolds & Tara Hernandez نمایشنامۀ تلویزیونی : Steven Molaro & Eric Kaplan & Maria Ferrari            | ۵ مارس ۲۰۱۵       | 4X6767   | 18.17                      |
| 177     | 18         | «The Leftover Thermalization»       | Mark Cendrowski | داستان : Steven Molaro & Maria Ferrari & Jeremy Howe نمایشنامۀ تلویزیونی : Eric Kaplan & Jim Reynolds & Steve Holland              | ۱۲ مارس ۲۰۱۵      | 4X6768   | 16.13                      |
| 178     | 19         | «The Skywalker Incursion»           | Mark Cendrowski | داستان : Jim Reynolds & Tara Hernandez & Jeremy Howe نمایشنامۀ تلویزیونی : Steven Molaro & Steve Holland & Maria Ferrari           | ۲ آوریل ۲۰۱۵      | 4X6769   | 13.89                      |
| 179     | 20         | «The Fortification Implementation»  | Mark Cendrowski | داستان : Jim Reynolds & Saladin K. Patterson & Tara Hernandez نمایشنامۀ تلویزیونی : Steven Molaro & Steve Holland & Maria Ferrari  | ۹ آوریل ۲۰۱۵      | 4X6770   | 14.78                      |
| 180     | 21         | «The Communication Deterioration»   | Mark Cendrowski | داستان : Dave Goetsch & Steve Holland & Jeremy Howe نمایشنامۀ تلویزیونی : Steven Molaro & Eric Kaplan & Jim Reynolds               | ۱۶ آوریل ۲۰۱۵     | 4X6771   | 14.82                      |
| 181     | 22         | «The Graduation Transmission»       | Anthony Rich    | داستان : Chuck Lorre & Dave Goetsch & Anthony Del Broccolo نمایشنامۀ تلویزیونی : Steven Molaro & Steve Holland & Eric Kaplan       | ۲۳ آوریل ۲۰۱۵     | 4X6772   | 14.63                      |
| 182     | 23         | «The Maternal Combustion»           | Anthony Rich    | داستان : Steven Molaro & Tara Hernandez & Jeremy Howe نمایشنامۀ تلویزیونی : Chuck Lorre & Jim Reynolds & Maria Ferrari             | ۳۰ آوریل ۲۰۱۵     | 4X6773   | 13.85                      |
| 183     | 24         | «The Commitment Determination»      | Mark Cendrowski | داستان : Chuck Lorre & Jim Reynolds & Maria Ferrari نمایشنامۀ تلویزیونی : Steven Molaro & Steve Holland & Eric Kaplan              | ۷ مه ۲۰۱۵         | 4X6774   | 14.64                      |

### فصل ۹ (۱۶–۲۰۱۵)
| شم. کلی | شم. در فصل | عنوان                             | کارگردان        | نویسنده | تاریخ انتشار اصلی | کد تولید | U.S. تعداد بیننده (میلیون) |
| ------- | ---------- | --------------------------------- | --------------- | --- | ----------------- | -------- | -------------------------- |
| 184     | 1          | «The Matrimonial Momentum»        | Mark Cendrowski | داستان : Chuck Lorre & Jim Reynolds & Maria Ferrari نمایشنامۀ تلویزیونی : Steven Molaro & Steve Holland & Eric Kaplan                   | ۲۱ سپتامبر ۲۰۱۵   | 4X7201   | 18.20                      |
| 185     | 2          | «The Separation Oscillation»      | Mark Cendrowski | داستان : Steven Molaro & Steve Holland & Tara Hernandez نمایشنامۀ تلویزیونی : Chuck Lorre & Jim Reynolds & Maria Ferrari                | ۲۸ سپتامبر ۲۰۱۵   | 4X7202   | 15.23                      |
| 186     | 3          | «The Bachelor Party Corrosion»    | Mark Cendrowski | داستان : Dave Goetsch & Jim Reynolds & Jeremy Howe نمایشنامۀ تلویزیونی : Steven Molaro & Steve Holland & Eric Kaplan                    | ۵ اکتبر ۲۰۱۵      | 4X7203   | 15.40                      |
| 187     | 4          | «The 2003 Approximation»          | Mark Cendrowski | داستان : Chuck Lorre & Steve Holland & Eric Kaplan نمایشنامۀ تلویزیونی : Steven Molaro & Maria Ferrari & Tara Hernandez                 | ۱۲ اکتبر ۲۰۱۵     | 4X7204   | 14.96                      |
| 188     | 5          | «The Perspiration Implementation» | Mark Cendrowski | داستان : Chuck Lorre & Eric Kaplan & Maria Ferrari نمایشنامۀ تلویزیونی : Steven Molaro & Jim Reynolds & Saladin K. Patterson            | ۱۹ اکتبر ۲۰۱۵     | 4X7205   | 14.68                      |
| 189     | 6          | «The Helium Insufficiency»        | Mark Cendrowski | داستان : Steve Holland & Maria Ferrari & Anthony Del Broccolo نمایشنامۀ تلویزیونی : Steven Molaro & Eric Kaplan & Jim Reynolds          | ۲۶ اکتبر ۲۰۱۵     | 4X7207   | 16.32                      |
| 190     | 7          | «The Spock Resonance»             | Nikki Lorre     | داستان : Chuck Lorre & Jim Reynolds & Tara Hernandez نمایشنامۀ تلویزیونی : Steven Molaro & Steve Holland & Jeremy Howe                  | ۵ نوامبر ۲۰۱۵     | 4X7206   | 14.81                      |
| 191     | 8          | «The Mystery Date Observation»    | Mark Cendrowski | داستان : Steven Molaro & Eric Kaplan & Jim Reynolds نمایشنامۀ تلویزیونی : Chuck Lorre & Steve Holland & Tara Hernandez                  | ۱۲ نوامبر ۲۰۱۵    | 4X7208   | 14.92                      |
| 192     | 9          | «The Platonic Permutation»        | Mark Cendrowski | داستان : Jim Reynolds & Jeremy Howe & Tara Hernandez نمایشنامۀ تلویزیونی : Steve Holland & Maria Ferrari & Adam Faberman                | ۱۹ نوامبر ۲۰۱۵    | 4X7209   | 15.19                      |
| 193     | 10         | «The Earworm Reverberation»       | Mark Cendrowski | داستان : Eric Kaplan & Jim Reynolds & Saladin K. Patterson نمایشنامۀ تلویزیونی : Steven Molaro & Steve Holland & Jeremy Howe            | ۱۰ دسامبر ۲۰۱۵    | 4X7210   | 15.27                      |
| 194     | 11         | «The Opening Night Excitation»    | Mark Cendrowski | داستان : Steven Molaro & Eric Kaplan & Tara Hernandez نمایشنامۀ تلویزیونی : Steve Holland & Jim Reynolds & Maria Ferrari                | ۱۷ دسامبر ۲۰۱۵    | 4X7211   | 17.23                      |
| 195     | 12         | «The Sales Call Sublimation»      | Mark Cendrowski | داستان : Steve Holland & Jim Reynolds & Saladin K. Patterson نمایشنامۀ تلویزیونی : Steven Molaro & Maria Ferrari & Anthony Del Broccolo | ۷ ژانویه ۲۰۱۶     | 4X7212   | 15.85                      |
| 196     | 13         | «The Empathy Optimization»        | Mark Cendrowski | داستان : Chuck Lorre & Eric Kaplan & Dave Goetsch نمایشنامۀ تلویزیونی : Steven Molaro & Steve Holland & Saladin K. Patterson            | ۱۴ ژانویه ۲۰۱۶    | 4X7213   | 15.75                      |
| 197     | 14         | «The Meemaw Materialization»      | Mark Cendrowski | داستان : Chuck Lorre & Jim Reynolds & Maria Ferrari نمایشنامۀ تلویزیونی : Steven Molaro & Steve Holland & Tara Hernandez                | ۴ فوریه ۲۰۱۶      | 4X7214   | 15.29                      |
| 198     | 15         | «The Valentino Submergence»       | Mark Cendrowski | داستان : Steven Molaro & Jim Reynolds & Tara Hernandez نمایشنامۀ تلویزیونی : Steve Holland & Eric Kaplan & Jeremy Howe                  | ۱۱ فوریه ۲۰۱۶     | 4X7215   | 16.25                      |
| 199     | 16         | «The Positive Negative Reaction»  | Mark Cendrowski | داستان : Eric Kaplan & Jim Reynolds & Saladin K. Patterson نمایشنامۀ تلویزیونی : Steven Molaro & Steve Holland & Maria Ferrari          | ۱۸ فوریه ۲۰۱۶     | 4X7216   | 15.24                      |
| 200     | 17         | «The Celebration Experimentation» | Mark Cendrowski | داستان : Chuck Lorre & Eric Kaplan & Jeremy Howe نمایشنامۀ تلویزیونی : Steven Molaro & Steve Holland & Tara Hernandez                   | ۲۵ فوریه ۲۰۱۶     | 4X7217   | 15.94                      |
| 201     | 18         | «The Application Deterioration»   | Mark Cendrowski | داستان : Steven Molaro & Eric Kaplan & Adam Faberman نمایشنامۀ تلویزیونی : Steve Holland & Jim Reynolds & Maria Ferrari                 | ۱۰ مارس ۲۰۱۶      | 4X7218   | 14.68                      |
| 202     | 19         | «The Solder Excursion Diversion»  | Mark Cendrowski | داستان : Bill Prady & Eric Kaplan & Maria Ferrari نمایشنامۀ تلویزیونی : Steven Molaro & Steve Holland & Saladin K. Patterson            | ۳۱ مارس ۲۰۱۶      | 4X7219   | 14.24                      |
| 203     | 20         | «The Big Bear Precipitation»      | Mark Cendrowski | داستان : Chuck Lorre & Dave Goetsch & Tara Hernandez نمایشنامۀ تلویزیونی : Steven Molaro & Steve Holland & Jim Reynolds                 | ۷ آوریل ۲۰۱۶      | 4X7220   | 13.50                      |
| 204     | 21         | «The Viewing Party Combustion»    | Mark Cendrowski | داستان : Eric Kaplan & Maria Ferrari & Jeremy Howe نمایشنامۀ تلویزیونی : Steven Molaro & Steve Holland & Tara Hernandez                 | ۲۱ آوریل ۲۰۱۶     | 4X7221   | 14.16                      |
| 205     | 22         | «The Fermentation Bifurcation»    | Nikki Lorre     | داستان : Steven Molaro & Jim Reynolds & Anthony Del Broccolo نمایشنامۀ تلویزیونی : Chuck Lorre & Steve Holland & Tara Hernandez         | ۲۸ آوریل ۲۰۱۶     | 4X7222   | 14.13                      |
| 206     | 23         | «The Line Substitution Solution»  | Anthony Rich    | داستان : Steve Holland & Saladin K. Patterson & Tara Hernandez نمایشنامۀ تلویزیونی : Steven Molaro & Eric Kaplan & Maria Ferrari        | ۵ مه ۲۰۱۶         | 4X7223   | 13.22                      |
| 207     | 24         | «The Convergence Convergence»     | Mark Cendrowski | داستان : Steven Molaro & Tara Hernandez & Adam Faberman نمایشنامۀ تلویزیونی : Chuck Lorre & Steve Holland & Jeremy Howe                 | ۱۲ مه ۲۰۱۶        | 4X7224   | 14.73                      |

### فصل ۱۰  (۱۷–۲۰۱۶)
| شم. کلی | شم. در فصل | عنوان                              | کارگردان        | نویسنده | تاریخ انتشار اصلی | کد تولید  | U.S. تعداد بیننده (میلیون) |
| ------- | ---------- | ---------------------------------- | --------------- | --- | ----------------- | --------- | -------------------------- |
| ۲۰۸     | ۱          | «The Conjugal Conjecture»          | Mark Cendrowski | داستان : Chuck Lorre & Steve Holland & Tara Hernandez نمایشنامۀ تلویزیونی : Steven Molaro & Eric Kaplan & Jim Reynolds                  | ۱۹ سپتامبر ۲۰۱۶   | T12.15303 | 15.82                      |
| ۲۰۹     | ۲          | «The Military Miniaturization»     | Mark Cendrowski | داستان : Chuck Lorre & Eric Kaplan & Jim Reynolds نمایشنامۀ تلویزیونی : Steven Molaro & Steve Holland & Maria Ferrari                   | ۲۶ سپتامبر ۲۰۱۶   | T12.15301 | 14.24                      |
| ۲۱۰     | ۳          | «The Dependence Transcendence»     | Mark Cendrowski | داستان : Steven Molaro & Saladin K. Patterson & Tara Hernandez نمایشنامۀ تلویزیونی : Steve Holland & Maria Ferrari & Jeremy Howe        | ۳ اکتبر ۲۰۱۶      | T12.15302 | 14.32                      |
| ۲۱۱     | ۴          | «The Cohabitation Experimentation» | Mark Cendrowski | داستان : Chuck Lorre & Dave Goetsch & Maria Ferrari نمایشنامۀ تلویزیونی : Steven Molaro & Steve Holland & Tara Hernandez                | ۱۰ اکتبر ۲۰۱۶     | T12.15304 | 14.41                      |
| ۲۱۲     | ۵          | «The Hot Tub Contamination»        | Mark Cendrowski | داستان : Chuck Lorre & Maria Ferrari & Tara Hernandez نمایشنامۀ تلویزیونی : Steve Holland & Eric Kaplan & Jim Reynolds                  | ۱۷ اکتبر ۲۰۱۶     | T12.15305 | 14.20                      |
| ۲۱۳     | ۶          | «The Fetal Kick Catalyst»          | Mark Cendrowski | داستان : Steve Holland & Tara Hernandez & Jeremy Howe نمایشنامۀ تلویزیونی : Steven Molaro & Saladin K. Patterson & Anthony Del Broccolo | ۲۷ اکتبر ۲۰۱۶     | T12.15306 | 14.31                      |
| ۲۱۴     | ۷          | «The Veracity Elasticity»          | Mark Cendrowski | داستان : Steven Molaro & Eric Kaplan & Maria Ferrari نمایشنامۀ تلویزیونی : Steve Holland & Jim Reynolds & Adam Faberman                 | ۳ نوامبر ۲۰۱۶     | T12.15307 | 14.18                      |
| ۲۱۵     | ۸          | «The Brain Bowl Incubation»        | Mark Cendrowski | داستان : Chuck Lorre & Steve Holland & Saladin K. Patterson نمایشنامۀ تلویزیونی : Steven Molaro & Maria Ferrari & Tara Hernandez        | ۱۰ نوامبر ۲۰۱۶    | T12.15308 | 14.47                      |
| ۲۱۶     | ۹          | «The Geology Elevation»            | Mark Cendrowski | داستان : Chuck Lorre & Erik Kaplan & Maria Ferrari نمایشنامۀ تلویزیونی : Steve Holland & Jim Reynolds & Jeremy Howe                     | ۱۷ نوامبر ۲۰۱۶    | T12.15309 | 14.34                      |
| ۲۱۷     | ۱۰         | «The Property Division Collision»  | Mark Cendrowski | داستان : Steve Holland & Bill Prady & Steve Goetsch نمایشنامۀ تلویزیونی : Steven Molaro & Maria Ferrari & Tara Hernandez                | ۱ دسامبر ۲۰۱۶     | T12.15310 | 14.54                      |
| ۲۱۸     | ۱۱         | «The Birthday Synchronicity»       | Nikki Lorre     | داستان : Chuck Lorre & Steve Holland & Maria Ferrari نمایشنامۀ تلویزیونی : Steven Molaro & Eric Kaplan & Tara Hernandez                 | ۱۵ دسامبر ۲۰۱۶    | T12.15311 | 15.96                      |
| ۲۱۹     | ۱۲         | «The Holiday Summation»            | Mark Cendrowski | داستان : Steven Molaro & Eric Kaplan & Tara Hernandez نمایشنامۀ تلویزیونی : Steve Holland & Maria Ferrari & Jeremy Howe                 | ۵ ژانویه ۲۰۱۷     | T12.15312 | 16.80                      |
| ۲۲۰     | ۱۳         | «The Romance Recalibration»        | Mark Cendrowski | داستان : Chuck Lorre & Dave Goetsch & Anthony Del Broccolo نمایشنامۀ تلویزیونی : Steven Molaro & Steve Holland & Saladin K. Patterson   | ۱۹ ژانویه ۲۰۱۷    | T12.15313 | 15.15                      |
| ۲۲۱     | ۱۴         | «The Emotion Detection Automation» | Mark Cendrowski | داستان : Chuck Lorre & Steven Molaro & Eric Kaplan نمایشنامۀ تلویزیونی : Steve Holland & Jim Reynolds & Saladin K. Patterson            | ۲ فوریه ۲۰۱۷      | T12.15314 | 14.66                      |
| ۲۲۲     | ۱۵         | «The Locomotion Reverberation»     | Mark Cendrowski | داستان : Chuck Lorre & Steve Holland & Jim Reynolds نمایشنامۀ تلویزیونی : Steven Molaro & Maria Ferrari & Tara Hernandez                | ۹ فوریه ۲۰۱۷      | T12.15315 | 14.15                      |
| ۲۲۳     | ۱۶         | «The Allowance Evaporation»        | Mark Cendrowski | داستان : Eric Kaplan & Maria Ferrari & Jeremy Howe نمایشنامۀ تلویزیونی : Steven Molaro & Steve Holland & Jim Reynolds                   | ۱۶ فوریه ۲۰۱۷     | T12.15316 | 13.51                      |
| ۲۲۴     | ۱۷         | «The Comic-Con Conundrum»          | Mark Cendrowski | داستان : Eric Kaplan & Saladin K. Patterson & Tara Hernandez نمایشنامۀ تلویزیونی : Steven Molaro & Steve Holland & Maria Ferrari        | ۲۳ فوریه ۲۰۱۷     | T12.15317 | 13.38                      |
| ۲۲۵     | ۱۸         | «The Escape Hatch Identification»  | Mark Cendrowski | داستان : Steven Molaro & Eric Kaplan & Anthony Del Broccolo نمایشنامۀ تلویزیونی : Steve Holland & Jim Reynolds & Tara Hernandez         | ۹ مارس ۲۰۱۷       | T12.15318 | 13.08                      |
| ۲۲۶     | ۱۹         | «The Collaboration Fluctuation»    | Mark Cendrowski | داستان : Chuck Lorre & Tara Hernandez & Giuseppe Graziano نمایشنامۀ تلویزیونی : Steven Molaro & Steve Holland & Dave Goetsch            | ۳۰ مارس ۲۰۱۷      | T12.15319 | 12.78                      |
| ۲۲۷     | ۲۰         | «The Recollection Dissipation»     | Mark Cendrowski | داستان : Eric Kaplan & Tara Hernandez & Jeremy Howe نمایشنامۀ تلویزیونی : Steven Molaro & Steve Holland & Maria Ferrari                 | ۶ آوریل ۲۰۱۷      | T12.15320 | 12.59                      |
| ۲۲۸     | ۲۱         | «The Separation Agitation»         | Mark Cendrowski | داستان : Steven Molaro & Jim Reynolds & Maria Ferrari نمایشنامۀ تلویزیونی : Steve Holland & Tara Hernandez & Jeremy Howe                | ۱۳ آوریل ۲۰۱۷     | T12.15321 | 11.89                      |
| ۲۲۹     | ۲۲         | «The Cognition Regeneration»       | Mark Cendrowski | داستان : Steve Holland & Tara Hernandez & Jeremy Howe نمایشنامۀ تلویزیونی : Dave Goetsch & Eric Kaplan & Jim Reynolds                   | ۲۷ آوریل ۲۰۱۷     | T12.15322 | 12.52                      |
| ۲۳۰     | ۲۳         | «The Gyroscopic Collapse»          | Anthony Rich    | داستان : Chuck Lorre & Steve Holland & Alex Ayers نمایشنامۀ تلویزیونی : Steven Molaro & Jim Reynolds & Saladin K. Patterson             | ۴ مه ۲۰۱۷         | T12.15323 | 12.39                      |
| ۲۳۱     | ۲۴         | «The Long Distance Dissonance»     | Mark Cendrowski | داستان : Steven Molaro & Eric Kaplan & Jim Reynolds نمایشنامۀ تلویزیونی : Chuck Lorre & Steve Holland & Tara Hernandez                  | ۱۱ مه ۲۰۱۷        | T12.15324 | 12.99                      |

### فصل ۱۱ (۱۸–۲۰۱۷)
| شم. کلی | شم. در فصل | عنوان                             | کارگردان        | نویسنده | تاریخ انتشار اصلی | کد تولید  | U.S. تعداد بیننده (میلیون) |
| ------- | ---------- | --------------------------------- | --------------- | --- | ----------------- | --------- | -------------------------- |
| ۲۳۲     | ۱          | «The Proposal Proposal»           | Mark Cendrowski | داستان : Chuck Lorre & Eric Kaplan & Jeremy Howe نمایشنامۀ تلویزیونی : Steve Holland & Maria Ferrari & Tara Hernandez            | ۲۵ سپتامبر ۲۰۱۷   | T12.15601 | 17.65                      |
| ۲۳۳     | ۲          | «The Retraction Reaction»         | Mark Cendrowski | داستان : Steven Molaro & Steve Holland & Maria Ferrari نمایشنامۀ تلویزیونی : Dave Goetsch & Eric Kaplan & Anthony Del Broccolo   | ۲ اکتبر ۲۰۱۷      | T12.15602 | 14.06                      |
| ۲۳۴     | ۳          | «The Relaxation Integration»      | Mark Cendrowski | داستان : Chuck Lorre & Steve Holland & Adam Faberman نمایشنامۀ تلویزیونی : Maria Ferrari & Andy Gordon & Tara Hernandez          | ۹ اکتبر ۲۰۱۷      | T12.15603 | 13.13                      |
| ۲۳۵     | ۴          | «The Explosion Implosion»         | Mark Cendrowski | داستان : Bill Prady & Maria Ferrari & Tara Hernandez نمایشنامۀ تلویزیونی : Steve Holland & Eric Kaplan & Jeremy Howe             | ۱۶ اکتبر ۲۰۱۷     | T12.15604 | 13.07                      |
| ۲۳۶     | ۵          | «The Collaboration Contamination» | Nikki Lorre     | داستان : Steven Molaro & Steve Holland & Eric Kaplan نمایشنامۀ تلویزیونی : Dave Goetsch & Maria Ferrari & Jeremy Howe            | ۲۳ اکتبر ۲۰۱۷     | T12.15605 | 13.20                      |
| ۲۳۷     | ۶          | «The Proton Regeneration»         | Mark Cendrowski | داستان : Steven Molaro, Dave Goetsch, Alex Yonks نمایشنامۀ تلویزیونی : Dave Steve Holland, Andy Gordon, Jeremy Howe              | ۲ نوامبر ۲۰۱۷     | T12.15606 | 14.14                      |
| ۲۳۸     | ۷          | «The Geology Methodology»         | Mark Cendrowski | داستان : Steve Holland & Anthony Del Broccolo & Adam Faberman نمایشنامۀ تلویزیونی : Eric Kaplan & Maria Ferrari & Tara Hernandez | ۹ نوامبر ۲۰۱۷     | T12.15607 | 13.80                      |
| ۲۳۹     | ۸          | «The Tesla Recoil»                | Anthony Rich    | داستان : Chuck Lorre & Eric Kaplan & Tara Hernandez نمایشنامۀ تلویزیونی : Steve Holland & Maria Ferrari & Jeremy Howe            | ۱۶ نوامبر ۲۰۱۷    | T12.15608 | 13.44                      |
| ۲۴۰     | ۹          | «The Bitcoin Entanglement»        | Mark Cendrowski | داستان : Steve Holland & Andy Gordon & Jeremy Howe نمایشنامۀ تلویزیونی : Dave Goetsch & Maria Ferrari & Anthony Del Broccolo     | ۳۰ نوامبر ۲۰۱۷    | T12.15609 | 13.84                      |
| ۲۴۱     | ۱۰         | «The Confidence Erosion»          | Mark Cendrowski | داستان : Bill Prady & Maria Ferrari & Adam Faberman نمایشنامۀ تلویزیونی : Steve Holland & Eric Kaplan & Tara Hernandez           | ۷ دسامبر ۲۰۱۷     | T12.15610 | 14.41                      |
| ۲۴۲     | ۱۱         | «The Celebration Reverberation»   | Mark Cendrowski | داستان : Steve Holland & Eric Kaplan & Alex Ayers نمایشنامۀ تلویزیونی : Dave Goetsch & Maria Ferrari & Jeremy Howe               | ۱۴ دسامبر ۲۰۱۷    | T12.15611 | 13.74                      |
| ۲۴۳     | ۱۲         | «The Matrimonial Metric»          | Mark Cendrowski | داستان : Maria Ferrari & Tara Hernandez & Jeremy Howe نمایشنامۀ تلویزیونی : Steve Holland & Eric Kaplan & Andy Gordon            | ۴ ژانویه ۲۰۱۸     | T12.15612 | 16.16                      |
| ۲۴۴     | ۱۳         | «The Solo Oscillation»            | Mark Cendrowski | داستان : Chuck Lorre & Steve Holland & Anthony Del Broccolo نمایشنامۀ تلویزیونی : Eric Kaplan & Maria Ferrari & Jeremy Howe      | ۱۱ ژانویه ۲۰۱۸    | T12.15613 | 15.93                      |
| ۲۴۵     | ۱۴         | «The Separation Triangulation»    | Mark Cendrowski | داستان : Chuck Lorre & Eric Kaplan & Maria Ferrari نمایشنامۀ تلویزیونی : Steven Molaro & Steve Holland & Tara Hernandez          | ۱۸ ژانویه ۲۰۱۸    | T12.15614 | 14.92                      |
| ۲۴۶     | ۱۵         | «The Novelization Correlation»    | Mark Cendrowski | داستان : Steve Holland & Andy Gordon & Adam Faberman نمایشنامۀ تلویزیونی : Eric Kaplan & Maria Ferrari & Jeremy Howe             | ۱ فوریه ۲۰۱۸      | T12.15615 | 14.69                      |
| ۲۴۷     | ۱۶         | «The Neonatal Nomenclature»       | Gay Linvill     | داستان : Eric Kaplan & Maria Ferrari & Anthony Del Broccolo نمایشنامۀ تلویزیونی : Steve Holland & Tara Hernandez & Adam Faberman | ۱ مارس ۲۰۱۸       | T12.15616 | 13.75                      |
| ۲۴۸     | ۱۷         | «The Athenaeum Allocation»        | Mark Cendrowski | داستان : Steve Holland & Steven Molaro & Tara Hernandez نمایشنامۀ تلویزیونی : Dave Goetsch & Eric Kaplan & Maria Ferrari         | ۸ مارس ۲۰۱۸       | T12.15617 | 13.88                      |
| ۲۴۹     | ۱۸         | «The Gates Excitation»            | Mark Cendrowski | داستان : Eric Kaplan & Maria Ferrari & Andy Gordon نمایشنامۀ تلویزیونی : Steve Holland & Tara Hernadnez & Jeremy Howe            | ۲۹ مارس ۲۰۱۸      | T12.15618 | 13.26                      |
| ۲۵۰     | ۱۹         | «The Tenant Disassociation»       | Mark Cendrowski | داستان : Steve Holland & Jeremy Howe & Trevor Alper نمایشنامۀ تلویزیونی : Dave Goetsch & Eric Kaplan & Maria Ferrari             | ۵ آوریل ۲۰۱۸      | T12.15619 | 13.00                      |
| ۲۵۱     | ۲۰         | «The Reclusive Potential»         | Mark Cendrowski | داستان : Maria Ferrari & Anthony Del Broccolo & Tara Hernandez نمایشنامۀ تلویزیونی : Steve Holland & Eric Kaplan & Adam Faberman | ۱۲ آوریل ۲۰۱۸     | T12.15620 | 12.77                      |
| ۲۵۲     | ۲۱         | «The Comet Polarization»          | Mark Cendrowski | داستان : Steve Holland & Bill Prady & Eric Kaplan نمایشنامۀ تلویزیونی : Maria Ferrari & Andy Gordon & Tara Hernandez             | ۱۹ آوریل ۲۰۱۸     | T12.15621 | 12.91                      |
| ۲۵۳     | ۲۲         | «The Monetary Insufficiency»      | Nikki Lorre     | داستان : Dave Goetsch & Maria Ferrari & Tara Hernandez نمایشنامۀ تلویزیونی : Steve Holland & Eric Kaplan & Jeremy Howe           | ۲۶ آوریل ۲۰۱۸     | T12.15622 | 11.79                      |
| ۲۵۴     | ۲۳         | «The Sibling Realignment»         | Mark Cendrowski | داستان : Steve Holland & Eric Kaplan & Anthony Del Broccolo نمایشنامۀ تلویزیونی : Dave Goetsch & Maria Ferrari & Jeremy Howe     | ۳ مه ۲۰۱۸         | T12.15623 | 12.93                      |
| ۲۵۵     | ۲۴         | «The Bow Tie Asymmetry»           | Mark Cendrowski | داستان : Chuck Lorre & Steven Molaro & Maria Ferrari نمایشنامۀ تلویزیونی : Steve Holland & Eric Kaplan & Tara Hernandez          | ۱۰ مه ۲۰۱۸        | T12.15624 | 15.51                      |

### فصل ۱۲ (۱۹–۲۰۱۸)
| شم. کلی | شم. در فصل | عنوان                             | کارگردان        | نویسنده | تاریخ انتشار اصلی | کد تولید  | U.S. تعداد بیننده (میلیون) |
| ------- | ---------- | --------------------------------- | --------------- | --- | ----------------- | --------- | -------------------------- |
| 256     | 1          | «The Conjugal Configuration»      | Mark Cendrowski | داستان : Chuck Lorre & Eric Kaplan & Tara Hernandez نمایشنامۀ تلویزیونی : Steve Holland & Maria Ferrari & Jeremy Howe                                                                     | ۲۴ سپتامبر ۲۰۱۸   | T12.16001 | 12.92                      |
| 257     | 2          | «The Wedding Gift Wormhole»       | Mark Cendrowski | داستان : Steve Holland & Steven Molaro & Maria Ferrari نمایشنامۀ تلویزیونی : Dave Goetsch & Eric Kaplan & Andy Gordon                                                                     | ۲۷ سپتامبر ۲۰۱۸   | T12.16002 | 12.04                      |
| 258     | 3          | «The Procreation Calculation»     | Mark Cendrowski | داستان : Chuck Lorre & Tara Hernandez & Adam Faberman نمایشنامۀ تلویزیونی : Steve Holland & Maria Ferrari & Anthony Del Broccolo                                                          | ۴ اکتبر ۲۰۱۸      | T12.16003 | 12.29                      |
| 259     | 4          | «The Tam Turbulence»              | Mark Cendrowski | داستان : Steve Holland & Steven Molaro & Maria Ferrari نمایشنامۀ تلویزیونی : Dave Goetsch & Eric Kaplan & Jeremy Howe                                                                     | ۱۱ اکتبر ۲۰۱۸     | T12.16004 | 12.94                      |
| 260     | 5          | «The Planetarium Collision»       | Mark Cendrowski | داستان : Eric Kaplan & Andy Gordon & Alex Ayers نمایشنامۀ تلویزیونی : Steve Holland & Maria Ferrari & Tara Hernandez                                                                      | ۱۸ اکتبر ۲۰۱۸     | T12.16005 | 12.22                      |
| 261     | 6          | «The Imitation Perturbation»      | Mark Cendrowski | داستان : Steve Holland & Maria Ferrari & Tara Hernandez نمایشنامۀ تلویزیونی : Eric Kaplan & Jeremy Howe & Adam Faberman                                                                   | ۲۵ اکتبر ۲۰۱۸     | T12.16006 | 12.99                      |
| 262     | 7          | «The Grant Allocation Derivation» | Mark Cendrowski | داستان : Eric Kaplan & Anthony Del Broccolo & Alex Yonks نمایشنامۀ تلویزیونی : Steve Holland & Dave Goetsch & Maria Ferrari                                                               | ۱ نوامبر ۲۰۱۸     | T12.16007 | 12.64                      |
| 263     | 8          | «The Consummation Deviation»      | Mark Cendrowski | داستان : Chuck Lorre & Steve Holland & Maria Ferrari نمایشنامۀ تلویزیونی : Eric Kaplan & Andy Gordon & Adam Faberman                                                                      | ۸ نوامبر ۲۰۱۸     | T12.16008 | 12.85                      |
| 264     | 9          | «The Citation Negation»           | Kristy Cecil    | داستان : Eric Kaplan & Tara Hernandez & Jeremy Howe نمایشنامۀ تلویزیونی : Steve Holland & Dave Goetsch & Maria Ferrari                                                                    | ۱۵ نوامبر ۲۰۱۸    | T12.16009 | 12.56                      |
| 265     | 10         | «The VCR Illumination»            | Mark Cendrowski | داستان : Steve Holland & Steven Molaro & Bill Prady نمایشنامۀ تلویزیونی : Maria Ferrari & Andy Gordon & Jeremy Howe                                                                       | ۶ دسامبر ۲۰۱۸     | T12.16010 | 12.52                      |
| 266     | 11         | «The Paintball Scattering»        | Mark Cendrowski | داستان : Maria Ferrari & Tara Hernandez & Adam Faberman نمایشنامۀ تلویزیونی : Steve Holland & Eric Kaplan & Anthony Del Broccolo                                                          | ۳ ژانویه ۲۰۱۹     | T12.16011 | 12.80                      |
| 267     | 12         | «The Propagation Proposition»     | Mark Cendrowski | داستان : Chuck Lorre & Steve Holland & Jeremy Howe نمایشنامۀ تلویزیونی : Maria Ferrari & Dave Goetsch & Eric Kaplan                                                                       | ۱۰ ژانویه ۲۰۱۹    | T12.16012 | 13.53                      |
| 268     | 13         | «The Confirmation Polarization»   | Mark Cendrowski | داستان : Eric Kaplan & Andy Gordon & Anthony Del Broccolo نمایشنامۀ تلویزیونی : Steve Holland & Maria Ferrari & Tara Hernandez                                                            | ۱۷ ژانویه ۲۰۱۹    | T12.16013 | 13.32                      |
| 269     | 14         | «The Meteorite Manifestation»     | Mark Cendrowski | داستان : Chuck Lorre & Steve Holland & Maria Ferrari نمایشنامۀ تلویزیونی : Eric Kaplan & Tara Hernandez & Jeremy Howe                                                                     | ۳۱ ژانویه ۲۰۱۹    | T12.16014 | 13.66                      |
| 270     | 15         | «The Donation Oscillation»        | Mark Cendrowski | داستان : Bill Prady & Jeremy Howe & Adam Faberman نمایشنامۀ تلویزیونی : Steve Holland & Dave Goetsch & Maria Ferrari                                                                      | ۷ فوریه ۲۰۱۹      | T12.16015 | 13.97                      |
| 271     | 16         | «The D&D Vortex»                  | Mark Cendrowski | داستان : Steve Holland & Maria Ferrari & Anthony Del Broccolo نمایشنامۀ تلویزیونی : Eric Kaplan & Andy Gordon & Tara Hernandez                                                            | ۲۱ فوریه ۲۰۱۹     | T12.16016 | 13.48                      |
| 272     | 17         | «The Conference Valuation»        | Mark Cendrowski | داستان : Chuck Lorre & Steven Molaro & Eric Kaplan نمایشنامۀ تلویزیونی : Steve Holland & Maria Ferrari & Jeremy Howe                                                                      | ۷ مارس ۲۰۱۹       | T12.16017 | 12.99                      |
| 273     | 18         | «The Laureate Accumulation»       | Mark Cendrowski | داستان : Steve Holland & Adam Faberman & David Saltzberg نمایشنامۀ تلویزیونی : Dave Goetsch & Eric Kaplan & Maria Ferrari                                                                 | ۴ آوریل ۲۰۱۹      | T12.16018 | 12.22                      |
| 274     | 19         | «The Inspiration Deprivation»     | Mark Cendrowski | داستان : Eric Kaplan & Maria Ferrari & Andy Gordon نمایشنامۀ تلویزیونی : Steve Holland & Anthony Del Broccolo & Tara Hernandez                                                            | ۱۸ آوریل ۲۰۱۹     | T12.16019 | 11.44                      |
| 275     | 20         | «The Decision Reverberation»      | Mark Cendrowski | داستان : Steven Molaro & Steve Holland & Tara Hernandez نمایشنامۀ تلویزیونی : Eric Kaplan & Maria Ferrari & Jermey Howe                                                                   | ۲۵ آوریل ۲۰۱۹     | T12.16020 | 11.84                      |
| 276     | 21         | «The Plagiarism Schism»           | Nikki Lorre     | داستان : Eric Kaplan & Maria Ferrari & Adam Faberman نمایشنامۀ تلویزیونی : Steve Holland & Dave Goetsch & Tara Hernandez                                                                  | ۲ مه ۲۰۱۹         | T12.16021 | 12.48                      |
| 277     | 22         | «The Maternal Conclusion»         | Kristy Cecil    | داستان : Steve Holland & Eric Kaplan & Jeremy Howe نمایشنامۀ تلویزیونی : Maria Ferrari & Andy Gordon & Anthony Del Broccolo                                                               | ۹ مه ۲۰۱۹         | T12.16022 | 12.59                      |
| 278     | 23         | «The Change Constant»             | Mark Cendrowski | Chuck Lorre & Steve Holland & Steven Molaro & Bill Prady & Dave Goetsch & Eric Kaplan & Maria Ferrari & Andy Gordon & Anthony Del Broccolo & Tara Hernandez & Jeremy Howe & Adam Faberman | ۱۶ مه ۲۰۱۹        | T12.16023 | 18.52                      |
| 279     | 24         | «The Stockholm Syndrome»          | Mark Cendrowski | Chuck Lorre & Steve Holland & Steven Molaro & Bill Prady & Dave Goetsch & Eric Kaplan & Maria Ferrari & Andy Gordon & Anthony Del Broccolo & Tara Hernandez & Jeremy Howe & Adam Faberman | ۱۶ مه ۲۰۱۹        | T12.16024 | 18.52                      |